# Liste der Gemeinden im Département Eure

Lage des Départements Eure

Das Département Eure liegt in der Region Normandie in Frankreich. Es untergliedert sich in drei Arrondissements und 585 Gemeinden (frz. communes) (Stand 1. Januar 2019).
| Code INSEE | Post- leitzahl | Gemeinde                      | Einwohner (Stand 1. Januar 2022) | Fläche in km² | Einwohner je km² | Kanton seit 30. März 2015 Kanton bis 29. März 2015                        | Arrondissement seit 2017 Arrondissement bis 2016 | Gemeindeverband                     |
| ---------- | -------------- | ----------------------------- | -------------------------------- | ------------- | ---------------- | ------------------------------------------------------------------------- | ------------------------------------------------ | ----------------------------------- |
| 27001      | 27800          | Aclou                         | 345                              | 3,70          | 88               | Brionne                                                                   | Bernay                                           | Intercom Bernay Terres de Normandie |
| 27002      | 27570          | Acon                          | 472                              | 9,16          | 51               | Verneuil d’Avre et d’Iton Nonancourt                                      | Évreux                                           | Évreux Portes de Normandie          |
| 27003      | 27400          | Acquigny                      | 1725                             | 17,83         | 91               | Pont-de-l’Arche Louviers-Sud                                              | Les Andelys                                      | Seine-Eure                          |
| 27004      | 27120          | Aigleville                    | 411                              | 3,24          | 131              | Pacy-sur-Eure                                                             | Les Andelys Évreux                               | Seine Normandie Agglomération       |
| 27005      | 27600          | Ailly                         | 1230                             | 15,55         | 75               | Gaillon Gaillon-Campagne                                                  | Les Andelys                                      | Seine-Eure                          |
| 27006      | 27500          | Aizier                        | 156                              | 2,36          | 63               | Bourg-Achard Quillebeuf-sur-Seine                                         | Bernay                                           | Roumois Seine                       |
| 27008      | 27460          | Alizay                        | 1575                             | 8,62          | 185              | Pont-de-l’Arche                                                           | Les Andelys                                      | Seine-Eure                          |
| 27009      | 27250          | Ambenay                       | 551                              | 16,80         | 34               | Breteuil Rugles                                                           | Bernay Évreux                                    | Interco Normandie Sud Eure          |
| 27010      | 27140          | Amécourt                      | 174                              | 6,01          | 28               | Gisors                                                                    | Les Andelys                                      | Vexin Normand                       |
| 27012      | 27380          | Amfreville-les-Champs         | 444                              | 6,56          | 68               | Romilly-sur-Andelle Fleury-sur-Andelle                                    | Les Andelys                                      | Lyons Andelle                       |
| 27011      | 27370          | Amfreville-Saint-Amand        | 1200                             | 9,62          | 124              | Grand Bourgtheroulde Amfreville-la-Campagne                               | Bernay                                           | Roumois Seine                       |
| 27013      | 27380          | Amfreville-sous-les-Monts     | 517                              | 7,52          | 65               | Val-de-Reuil Fleury-sur-Andelle                                           | Les Andelys                                      | Seine-Eure                          |
| 27014      | 27400          | Amfreville-sur-Iton           | 882                              | 5,48          | 155              | Pont-de-l’Arche Louviers-Sud                                              | Les Andelys                                      | Seine-Eure                          |
| 27015      | 27430          | Andé                          | 1324                             | 5,31          | 245              | Louviers Louviers-Nord                                                    | Les Andelys                                      | Seine-Eure                          |
| 27017      | 27930          | Angerville-la-Campagne        | 1404                             | 3,62          | 377              | Évreux-3 Évreux-Sud                                                       | Évreux                                           | Évreux Portes de Normandie          |
| 27018      | 27290          | Appeville-Annebault           | 996                              | 13,35         | 74               | Pont-Audemer Montfort-sur-Risle                                           | Bernay                                           | Pont-Audemer Val de Risle           |
| 27019      | 27820          | Armentières-sur-Avre          | 161                              | 6,11          | 27               | Verneuil d’Avre et d’Iton                                                 | Bernay Évreux                                    | Interco Normandie Sud Eure          |
| 27020      | 27180          | Arnières-sur-Iton             | 1651                             | 12,19         | 137              | Évreux-1 Évreux-Ouest                                                     | Évreux                                           | Évreux Portes de Normandie          |
| 27021      | 27260          | Asnières                      | 338                              | 8,14          | 42               | Beuzeville Cormeilles                                                     | Bernay                                           | Lieuvin Pays d’Auge                 |
| 27023      | 27180          | Aulnay-sur-Iton               | 707                              | 1,53          | 463              | Conches-en-Ouche Évreux-Ouest                                             | Évreux                                           | Pays de Conches                     |
| 27025      | 27490          | Autheuil-Authouillet          | 944                              | 11,66         | 82               | Gaillon Gaillon-Campagne                                                  | Les Andelys                                      | Seine-Eure                          |
| 27026      | 27420          | Authevernes                   | 466                              | 8,15          | 53               | Gisors                                                                    | Les Andelys                                      | Vexin Normand                       |
| 27028      | 27290          | Authou                        | 333                              | 2,96          | 114              | Pont-Audemer Montfort-sur-Risle                                           | Bernay                                           | Pont-Audemer Val de Risle           |
| 27031      | 27930          | Aviron                        | 1098                             | 7,32          | 150              | Évreux-2 Évreux-Nord                                                      | Évreux                                           | Évreux Portes de Normandie          |
| 27033      | 27930          | Bacquepuis                    | 307                              | 5,09          | 60               | Le Neubourg Évreux-Nord                                                   | Bernay Évreux                                    | Pays du Neubourg                    |
| 27034      | 27440          | Bacqueville                   | 620                              | 11,01         | 57               | Romilly-sur-Andelle Fleury-sur-Andelle                                    | Les Andelys                                      | Lyons Andelle                       |
| 27035      | 27260          | Bailleul-la-Vallée            | 97                               | 4,67          | 22               | Beuzeville Cormeilles                                                     | Bernay                                           | Lieuvin Pays d’Auge                 |
| 27036      | 27130          | Bâlines                       | 545                              | 3,73          | 147              | Verneuil d’Avre et d’Iton                                                 | Bernay Évreux                                    | Interco Normandie Sud Eure          |
| 27037      | 27170          | Barc                          | 1168                             | 11,35         | 104              | Brionne Beaumont-le-Roger                                                 | Bernay                                           | Intercom Bernay Terres de Normandie |
| 27039      | 27310          | Barneville-sur-Seine          | 530                              | 8,77          | 59               | Bourg-Achard Routot                                                       | Bernay                                           | Roumois Seine                       |
| 27040      | 27170          | Barquet                       | 449                              | 13,68         | 33               | Brionne Beaumont-le-Roger                                                 | Bernay                                           | Intercom Bernay Terres de Normandie |
| 27042      | 27230          | Barville                      | 85                               | 2,71          | 29               | Beuzeville Thiberville                                                    | Bernay                                           | Lieuvin Pays d’Auge                 |
| 27045      | 27140          | Bazincourt-sur-Epte           | 780                              | 11,00         | 70               | Gisors                                                                    | Les Andelys                                      | Vexin Normand                       |
| 27046      | 27230          | Bazoques                      | 140                              | 6,90          | 22               | Beuzeville Thiberville                                                    | Bernay                                           | Lieuvin Pays d’Auge                 |
| 27047      | 27190          | Beaubray                      | 338                              | 15,43         | 21               | Conches-en-Ouche                                                          | Évreux                                           | Pays de Conches                     |
| 27048      | 27480          | Beauficel-en-Lyons            | 207                              | 7,20          | 26               | Romilly-sur-Andelle Lyons-la-Forêt                                        | Les Andelys                                      | Lyons Andelle                       |
| 27050      | 27170          | Beaumontel                    | 634                              | 11,63         | 55               | Brionne Beaumont-le-Roger                                                 | Bernay                                           | Intercom Bernay Terres de Normandie |
| 27051      | 27170          | Beaumont-le-Roger             | 2767                             | 36,42         | 77               | Brionne Beaumont-le-Roger                                                 | Bernay                                           | Intercom Bernay Terres de Normandie |
| 27054      | 27160          | Bémécourt                     | 557                              | 17,11         | 34               | Breteuil                                                                  | Bernay Évreux                                    | Interco Normandie Sud Eure          |
| 27055      | 27110          | Bérengeville-la-Campagne      | 330                              | 9,19          | 36               | Le Neubourg                                                               | Bernay Évreux                                    | Pays du Neubourg                    |
| 27056      | 27300          | Bernay                        | 9801                             | 24,03         | 410              | Bernay Bernay-Est Bernay-Ouest                                            | Bernay                                           | Intercom Bernay Terres de Normandie |
| 27057      | 27180          | Bernienville                  | 295                              | 7,81          | 36               | Le Neubourg Évreux-Nord                                                   | Bernay Évreux                                    | Pays du Neubourg                    |
| 27059      | 27660          | Bernouville                   | 317                              | 6,12          | 50               | Gisors                                                                    | Les Andelys                                      | Vexin Normand                       |
| 27061      | 27800          | Berthouville                  | 336                              | 7,53          | 43               | Brionne                                                                   | Bernay                                           | Intercom Bernay Terres de Normandie |
| 27063      | 27170          | Berville-la-Campagne          | 265                              | 8,68          | 29               | Brionne Beaumont-le-Roger                                                 | Bernay                                           | Intercom Bernay Terres de Normandie |
| 27064      | 27210          | Berville-sur-Mer              | 680                              | 5,08          | 133              | Beuzeville                                                                | Bernay                                           | Pays de Honfleur-Beuzeville         |
| 27065      | 27210          | Beuzeville                    | 4697                             | 23,25         | 201              | Beuzeville                                                                | Bernay                                           | Pays de Honfleur-Beuzeville         |
| 27066      | 27480          | Bézu-la-Forêt                 | 289                              | 8,98          | 37               | Romilly-sur-Andelle Lyons-la-Forêt                                        | Les Andelys                                      | Vexin Normand                       |
| 27067      | 27660          | Bézu-Saint-Éloi               | 1616                             | 11,42         | 136              | Gisors                                                                    | Les Andelys                                      | Vexin Normand                       |
| 27068      | 27330          | Bois-Anzeray                  | 186                              | 11,61         | 15               | Breteuil Rugles                                                           | Bernay Évreux                                    | Interco Normandie Sud Eure          |
| 27069      | 27250          | Bois-Arnault                  | 699                              | 12,90         | 54               | Breteuil Rugles                                                           | Bernay Évreux                                    | Interco Normandie Sud Eure          |
| 27072      | 27620          | Bois-Jérôme-Saint-Ouen        | 744                              | 10,51         | 71               | Les Andelys Écos                                                          | Les Andelys                                      | Seine Normandie Agglomération       |
| 27073      | 27220          | Bois-le-Roi                   | 1234                             | 5,42          | 224              | Saint-André-de-l’Eure                                                     | Évreux                                           | Évreux Portes de Normandie          |
| 27074      | 27800          | Boisney                       | 287                              | 5,76          | 48               | Brionne                                                                   | Bernay                                           | Intercom Bernay Terres de Normandie |
| 27075      | 27330          | Bois-Normand-près-Lyre        | 371                              | 16,88         | 20               | Breteuil Rugles                                                           | Bernay Évreux                                    | Interco Normandie Sud Eure          |
| 27076      | 27120          | Boisset-les-Prévanches        | 489                              | 7,46          | 66               | Pacy-sur-Eure                                                             | Les Andelys Évreux                               | Seine Normandie Agglomération       |
| 27077      | 27520          | Boissey-le-Châtel             | 877                              | 4,38          | 195              | Grand Bourgtheroulde                                                      | Bernay                                           | Roumois Seine                       |
| 27079      | 27300          | Boissy-Lamberville            | 379                              | 8,08          | 45               | Beuzeville Thiberville                                                    | Bernay                                           | Lieuvin Pays d’Auge                 |
| 27081      | 27120          | Boncourt                      | 186                              | 4,15          | 44               | Évreux-3 Pacy-sur-Eure                                                    | Évreux                                           | Évreux Portes de Normandie          |
| 27083      | 27290          | Bonneville-Aptot              | 261                              | 7,47          | 35               | Pont-Audemer Montfort-sur-Risle                                           | Bernay                                           | Pont-Audemer Val de Risle           |
| 27091      | 27310          | Bosgouet                      | 776                              | 9,55          | 77               | Bourg-Achard Routot                                                       | Bernay                                           | Roumois Seine                       |
| 27094      | 27480          | Bosquentin                    | 128                              | 6,90          | 18               | Romilly-sur-Andelle Lyons-la-Forêt                                        | Les Andelys                                      | Lyons Andelle                       |
| 27095      | 27800          | Bosrobert                     | 671                              | 9,21          | 72               | Brionne                                                                   | Bernay                                           | Intercom Bernay Terres de Normandie |
| 27090      | 27670          | Bosroumois                    | 3855                             | 13,24         | 276              | Grand Bourgtheroulde                                                      | Bernay                                           | Roumois Seine                       |
| 27097      | 27700          | Bouafles                      | 647                              | 12,61         | 52               | Les Andelys                                                               | Les Andelys                                      | Seine Normandie Agglomération       |
| 27098      | 27150          | Bouchevilliers                | 72                               | 4,31          | 19               | Romilly-sur-Andelle Gisors                                                | Les Andelys                                      | 4 Rivières                          |
| 27100      | 27210          | Boulleville                   | 1227                             | 7,17          | 165              | Beuzeville                                                                | Bernay                                           | Pays de Honfleur-Beuzeville         |
| 27101      | 27500          | Bouquelon                     | 489                              | 11,71         | 45               | Bourg-Achard Quillebeuf-sur-Seine                                         | Bernay                                           | Pont-Audemer Val de Risle           |
| 27102      | 27310          | Bouquetot                     | 1049                             | 13,07         | 79               | Bourg-Achard Routot                                                       | Bernay                                           | Roumois Seine                       |
| 27103      | 27310          | Bourg-Achard                  | 4029                             | 12,32         | 320              | Bourg-Achard Routot                                                       | Bernay                                           | Roumois Seine                       |
| 27104      | 27380          | Bourg-Beaudouin               | 725                              | 5,33          | 132              | Romilly-sur-Andelle Fleury-sur-Andelle                                    | Les Andelys                                      | Lyons Andelle                       |
| 27106      | 27230          | Bournainville-Faverolles      | 486                              | 6,96          | 69               | Beuzeville Thiberville                                                    | Bernay                                           | Lieuvin Pays d’Auge                 |
| 27107      | 27500          | Bourneville-Sainte-Croix      | 1297                             | 15,83         | 84               | Bourg-Achard Quillebeuf-sur-Seine                                         | Bernay                                           | Roumois Seine                       |
| 27108      | 27580          | Bourth                        | 1166                             | 18,63         | 65               | Verneuil d’Avre et d’Iton                                                 | Bernay Évreux                                    | Interco Normandie Sud Eure          |
| 27109      | 27170          | Bray                          | 400                              | 5,85          | 68               | Brionne Beaumont-le-Roger                                                 | Bernay                                           | Intercom Bernay Terres de Normandie |
| 27110      | 27350          | Brestot                       | 636                              | 8,73          | 72               | Pont-Audemer Montfort-sur-Risle                                           | Bernay                                           | Pont-Audemer Val de Risle           |
| 27111      | 27220          | Bretagnolles                  | 202                              | 3,78          | 53               | Saint-André-de-l’Eure                                                     | Évreux                                           | Évreux Portes de Normandie          |
| 27112      | 27160          | Breteuil                      | 4284                             | 55,05         | 79               | Breteuil                                                                  | Bernay Évreux                                    | Interco Normandie Sud Eure          |
| 27113      | 27800          | Brétigny                      | 142                              | 5,40          | 26               | Brionne                                                                   | Bernay                                           | Intercom Bernay Terres de Normandie |
| 27114      | 27640          | Breuilpont                    | 1212                             | 12,21         | 100              | Pacy-sur-Eure                                                             | Les Andelys Évreux                               | Seine Normandie Agglomération       |
| 27115      | 27570          | Breux-sur-Avre                | 336                              | 7,08          | 48               | Verneuil d’Avre et d’Iton Nonancourt                                      | Bernay Évreux                                    | Interco Normandie Sud Eure          |
| 27116      | 27800          | Brionne                       | 4220                             | 16,77         | 250              | Brionne                                                                   | Bernay                                           | Intercom Bernay Terres de Normandie |
| 27117      | 27270          | Broglie                       | 1035                             | 7,96          | 129              | Breteuil Broglie                                                          | Bernay                                           | Intercom Bernay Terres de Normandie |
| 27118      | 27930          | Brosville                     | 647                              | 7,20          | 90               | Le Neubourg Évreux-Nord                                                   | Bernay Évreux                                    | Pays du Neubourg                    |
| 27119      | 27730          | Bueil                         | 1635                             | 4,91          | 329              | Pacy-sur-Eure                                                             | Les Andelys Évreux                               | Seine Normandie Agglomération       |
| 27120      | 27190          | Burey                         | 402                              | 5,40          | 75               | Conches-en-Ouche                                                          | Évreux                                           | Pays de Conches                     |
| 27123      | 27120          | Caillouet-Orgeville           | 490                              | 7,89          | 62               | Pacy-sur-Eure                                                             | Les Andelys Évreux                               | Seine Normandie Agglomération       |
| 27124      | 27490          | Cailly-sur-Eure               | 223                              | 3,33          | 64               | Gaillon Gaillon-Campagne                                                  | Les Andelys                                      | Seine-Eure                          |
| 27125      | 27800          | Calleville                    | 661                              | 8,57          | 77               | Brionne                                                                   | Bernay                                           | Intercom Bernay Terres de Normandie |
| 27126      | 27500          | Campigny                      | 1097                             | 10,74         | 106              | Pont-Audemer                                                              | Bernay                                           | Pont-Audemer Val de Risle           |
| 27127      | 27400          | Canappeville                  | 704                              | 10,37         | 67               | Le Neubourg                                                               | Bernay Évreux                                    | Pays du Neubourg                    |
| 27129      | 27300          | Caorches-Saint-Nicolas        | 603                              | 11,78         | 50               | Bernay Bernay-Ouest                                                       | Bernay                                           | Intercom Bernay Terres de Normandie |
| 27130      | 27270          | Capelle-les-Grands            | 426                              | 13,39         | 31               | Breteuil Broglie                                                          | Bernay                                           | Intercom Bernay Terres de Normandie |
| 27132      | 27180          | Caugé                         | 817                              | 11,61         | 74               | Conches-en-Ouche Évreux-Ouest                                             | Évreux                                           | Évreux Portes de Normandie          |
| 27133      | 27310          | Caumont                       | 1132                             | 6,00          | 177              | Bourg-Achard Routot                                                       | Bernay                                           | Roumois Seine                       |
| 27134      | 27350          | Cauverville-en-Roumois        | 211                              | 3,24          | 66               | Bourg-Achard Routot                                                       | Bernay                                           | Roumois Seine                       |
| 27135      | 27110          | Cesseville                    | 443                              | 6,57          | 70               | Le Neubourg                                                               | Bernay Évreux                                    | Pays du Neubourg                    |
| 27136      | 27120          | Chaignes                      | 267                              | 6,41          | 43               | Pacy-sur-Eure                                                             | Les Andelys Évreux                               | Seine Normandie Agglomération       |
| 27137      | 27580          | Chaise-Dieu-du-Theil          | 207                              | 5,93          | 34               | Breteuil Rugles                                                           | Bernay Évreux                                    | Interco Normandie Sud Eure          |
| 27138      | 27270          | Chamblac                      | 359                              | 20,90         | 19               | Breteuil Broglie                                                          | Bernay                                           | Intercom Bernay Terres de Normandie |
| 27032      | 27240          | Chambois                      | 1347                             | 27,60         | 50               | Verneuil d’Avre et d’Iton Damville                                        | Bernay Évreux                                    | Interco Normandie Sud Eure          |
| 27139      | 27250          | Chambord                      | 172                              | 14,62         | 12               | Breteuil Rugles                                                           | Bernay Évreux                                    | Interco Normandie Sud Eure          |
| 27140      | 27120          | Chambray                      | 396                              | 8,42          | 49               | Pacy-sur-Eure Vernon-Nord                                                 | Les Andelys Évreux                               | Seine Normandie Agglomération       |
| 27141      | 27190          | Champ-Dolent                  | 63                               | 2,28          | 28               | Conches-en-Ouche                                                          | Évreux                                           | Pays de Conches                     |
| 27142      | 27600          | Champenard                    | 304                              | 2,32          | 121              | Gaillon Gaillon-Campagne                                                  | Les Andelys                                      | Seine-Eure                          |
| 27144      | 27220          | Champigny-la-Futelaye         | 272                              | 15,98         | 17               | Saint-André-de-l’Eure                                                     | Évreux                                           | Évreux Portes de Normandie          |
| 27151      | 27380          | Charleval                     | 1703                             | 14,14         | 123              | Romilly-sur-Andelle Fleury-sur-Andelle                                    | Les Andelys                                      | Lyons Andelle                       |
| 27152      | 27420          | Château-sur-Epte              | 626                              | 4,60          | 121              | Les Andelys Écos                                                          | Les Andelys                                      | Vexin Normand                       |
| 27153      | 27150          | Chauvincourt-Provemont        | 393                              | 10,83         | 34               | Gisors Étrépagny                                                          | Les Andelys                                      | Vexin Normand                       |
| 27154      | 27220          | Chavigny-Bailleul             | 580                              | 18,42         | 32               | Saint-André-de-l’Eure                                                     | Évreux                                           | Évreux Portes de Normandie          |
| 27155      | 27820          | Chennebrun                    | 100                              | 2,92          | 37               | Verneuil d’Avre et d’Iton                                                 | Bernay Évreux                                    | Interco Normandie Sud Eure          |
| 27156      | 27250          | Chéronvilliers                | 457                              | 21,51         | 22               | Breteuil Rugles                                                           | Bernay Évreux                                    | Interco Normandie Sud Eure          |
| 27158      | 27930          | Cierrey                       | 808                              | 4,03          | 191              | Évreux-3 Pacy-sur-Eure                                                    | Évreux                                           | Évreux Portes de Normandie          |
| 27161      | 27180          | Claville                      | 1068                             | 17,66         | 61               | Conches-en-Ouche Évreux-Ouest                                             | Évreux                                           | Pays de Conches                     |
| 27191      | 27490          | Clef Vallée d’Eure            | 2490                             | 25,59         | 98               | Gaillon Gaillon-Campagne                                                  | Les Andelys                                      | Seine-Eure                          |
| 27162      | 27190          | Collandres-Quincarnon         | 254                              | 7,98          | 30               | Conches-en-Ouche                                                          | Évreux                                           | Pays de Conches                     |
| 27163      | 27500          | Colletot                      | 179                              | 4,32          | 48               | Pont-Audemer                                                              | Bernay                                           | Pont-Audemer Val de Risle           |
| 27164      | 27170          | Combon                        | 822                              | 16,30         | 50               | Brionne Beaumont-le-Roger                                                 | Bernay                                           | Intercom Bernay Terres de Normandie |
| 27165      | 27190          | Conches-en-Ouche              | 4860                             | 16,72         | 299              | Conches-en-Ouche                                                          | Évreux                                           | Pays de Conches                     |
| 27167      | 27290          | Condé-sur-Risle               | 656                              | 9,87          | 67               | Pont-Audemer Montfort-sur-Risle                                           | Bernay                                           | Pont-Audemer Val de Risle           |
| 27168      | 27430          | Connelles                     | 172                              | 4,17          | 43               | Val-de-Reuil                                                              | Les Andelys                                      | Seine-Eure                          |
| 27169      | 27210          | Conteville                    | 1032                             | 10,68         | 95               | Beuzeville                                                                | Bernay                                           | Pays de Honfleur-Beuzeville         |
| 27170      | 27260          | Cormeilles                    | 1136                             | 3,05          | 391              | Beuzeville Cormeilles                                                     | Bernay                                           | Lieuvin Pays d’Auge                 |
| 27173      | 27300          | Corneville-la-Fouquetière     | 123                              | 3,99          | 31               | Bernay Bernay-Est                                                         | Bernay                                           | Intercom Bernay Terres de Normandie |
| 27174      | 27500          | Corneville-sur-Risle          | 1371                             | 13,23         | 104              | Pont-Audemer                                                              | Bernay                                           | Pont-Audemer Val de Risle           |
| 27176      | 27150          | Coudray                       | 217                              | 7,78          | 28               | Gisors Étrépagny                                                          | Les Andelys                                      | Vexin Normand                       |
| 27177      | 27220          | Coudres                       | 541                              | 15,37         | 36               | Saint-André-de-l’Eure                                                     | Évreux                                           | Évreux Portes de Normandie          |
| 27179      | 27300          | Courbépine                    | 725                              | 11,91         | 60               | Bernay Bernay-Ouest                                                       | Bernay                                           | Intercom Bernay Terres de Normandie |
| 27180      | 27940          | Courcelles-sur-Seine          | 2157                             | 5,47          | 384              | Gaillon Les Andelys                                                       | Les Andelys                                      | Seine-Eure                          |
| 27181      | 27320          | Courdemanche                  | 593                              | 8,99          | 67               | Verneuil d’Avre et d’Iton Nonancourt                                      | Évreux                                           | Évreux Portes de Normandie          |
| 27182      | 27130          | Courteilles                   | 177                              | 6,24          | 25               | Verneuil d’Avre et d’Iton                                                 | Bernay Évreux                                    | Interco Normandie Sud Eure          |
| 27184      | 27400          | Crasville                     | 121                              | 2,45          | 51               | Pont-de-l’Arche Louviers-Sud                                              | Les Andelys                                      | Seine-Eure                          |
| 27185      | 27110          | Crestot                       | 544                              | 6,31          | 94               | Le Neubourg                                                               | Bernay Évreux                                    | Pays du Neubourg                    |
| 27187      | 27110          | Criquebeuf-la-Campagne        | 351                              | 7,75          | 43               | Le Neubourg                                                               | Bernay Évreux                                    | Pays du Neubourg                    |
| 27188      | 27340          | Criquebeuf-sur-Seine          | 1537                             | 14,74         | 101              | Pont-de-l’Arche                                                           | Les Andelys                                      | Seine-Eure                          |
| 27190      | 27120          | Croisy-sur-Eure               | 225                              | 3,95          | 52               | Pacy-sur-Eure                                                             | Les Andelys Évreux                               | Seine Normandie Agglomération       |
| 27192      | 27110          | Crosville-la-Vieille          | 610                              | 7,74          | 79               | Le Neubourg                                                               | Bernay Évreux                                    | Pays du Neubourg                    |
| 27193      | 27530          | Croth                         | 1419                             | 10,51         | 131              | Saint-André-de-l’Eure                                                     | Évreux                                           | Évreux Portes de Normandie          |
| 27194      | 27700          | Cuverville                    | 248                              | 6,17          | 41               | Les Andelys                                                               | Les Andelys                                      | Seine Normandie Agglomération       |
| 27199      | 27720          | Dangu                         | 542                              | 7,97          | 72               | Gisors                                                                    | Les Andelys                                      | Vexin Normand                       |
| 27200      | 27930          | Dardez                        | 131                              | 2,82          | 53               | Évreux-2 Évreux-Nord                                                      | Évreux                                           | Évreux Portes de Normandie          |
| 27201      | 27110          | Daubeuf-la-Campagne           | 245                              | 6,34          | 37               | Le Neubourg                                                               | Bernay Évreux                                    | Pays du Neubourg                    |
| 27202      | 27430          | Daubeuf-près-Vatteville       | 460                              | 11,35         | 41               | Les Andelys                                                               | Les Andelys                                      | Seine Normandie Agglomération       |
| 27203      | 27120          | Douains                       | 456                              | 11,27         | 42               | Pacy-sur-Eure Vernon-Sud                                                  | Les Andelys Évreux                               | Seine Normandie Agglomération       |
| 27204      | 27150          | Doudeauville-en-Vexin         | 265                              | 5,85          | 49               | Gisors Étrépagny                                                          | Les Andelys                                      | Vexin Normand                       |
| 27205      | 27380          | Douville-sur-Andelle          | 414                              | 4,51          | 100              | Romilly-sur-Andelle Fleury-sur-Andelle                                    | Les Andelys                                      | Lyons Andelle                       |
| 27206      | 27320          | Droisy                        | 459                              | 17,49         | 26               | Verneuil d’Avre et d’Iton Nonancourt                                      | Évreux                                           | Évreux Portes de Normandie          |
| 27207      | 27230          | Drucourt                      | 576                              | 11,97         | 49               | Beuzeville Thiberville                                                    | Bernay                                           | Lieuvin Pays d’Auge                 |
| 27208      | 27230          | Duranville                    | 144                              | 4,73          | 32               | Beuzeville Thiberville                                                    | Bernay                                           | Lieuvin Pays d’Auge                 |
| 27209      | 27290          | Écaquelon                     | 608                              | 13,04         | 46               | Pont-Audemer Montfort-sur-Risle                                           | Bernay                                           | Pont-Audemer Val de Risle           |
| 27210      | 27170          | Écardenville-la-Campagne      | 446                              | 7,40          | 64               | Brionne Beaumont-le-Roger                                                 | Bernay                                           | Intercom Bernay Terres de Normandie |
| 27212      | 27110          | Écauville                     | 114                              | 3,35          | 33               | Le Neubourg                                                               | Bernay Évreux                                    | Pays du Neubourg                    |
| 27214      | 27440          | Écouis                        | 849                              | 13,07         | 62               | Les Andelys Fleury-sur-Andelle                                            | Les Andelys                                      | Seine Normandie Agglomération       |
| 27215      | 27110          | Ecquetot                      | 388                              | 5,74          | 68               | Le Neubourg                                                               | Bernay Évreux                                    | Pays du Neubourg                    |
| 27216      | 27930          | Émalleville                   | 465                              | 4,19          | 118              | Évreux-2 Évreux-Nord                                                      | Évreux                                           | Évreux Portes de Normandie          |
| 27217      | 27190          | Émanville                     | 544                              | 10,76         | 52               | Le Neubourg Conches-en-Ouche                                              | Bernay Évreux                                    | Pays du Neubourg                    |
| 27218      | 27260          | Épaignes                      | 1562                             | 26,10         | 61               | Beuzeville Cormeilles                                                     | Bernay                                           | Lieuvin Pays d’Auge                 |
| 27219      | 27110          | Épégard                       | 529                              | 4,41          | 124              | Le Neubourg                                                               | Bernay Évreux                                    | Pays du Neubourg                    |
| 27220      | 27730          | Épieds                        | 353                              | 4,87          | 72               | Saint-André-de-l’Eure                                                     | Évreux                                           | Évreux Portes de Normandie          |
| 27222      | 27560          | Épreville-en-Lieuvin          | 199                              | 6,72          | 29               | Beuzeville Saint-Georges-du-Vièvre                                        | Bernay                                           | Lieuvin Pays d’Auge                 |
| 27224      | 27110          | Épreville-près-le-Neubourg    | 444                              | 7,73          | 60               | Le Neubourg                                                               | Bernay Évreux                                    | Pays du Neubourg                    |
| 27226      | 27150          | Étrépagny                     | 3677                             | 20,38         | 183              | Gisors Étrépagny                                                          | Les Andelys                                      | Vexin Normand                       |
| 27227      | 27350          | Étréville                     | 669                              | 11,23         | 59               | Bourg-Achard Routot                                                       | Bernay                                           | Roumois Seine                       |
| 27228      | 27350          | Éturqueraye                   | 303                              | 6,72          | 45               | Bourg-Achard Routot                                                       | Bernay                                           | Roumois Seine                       |
| 27229      | 27000          | Évreux                        | 48.335                           | 26,46         | 1'752            | Évreux-1 Évreux-2 Évreux-3 Évreux-Est Évreux-Nord Évreux-Ouest Évreux-Sud | Évreux                                           | Évreux Portes de Normandie          |
| 27230      | 27530          | Ézy-sur-Eure                  | 3653                             | 8,92          | 415              | Saint-André-de-l’Eure                                                     | Évreux                                           | Agglo du Pays de Dreux              |
| 27231      | 27120          | Fains                         | 423                              | 3,77          | 119              | Pacy-sur-Eure                                                             | Les Andelys Évreux                               | Seine Normandie Agglomération       |
| 27232      | 27150          | Farceaux                      | 343                              | 7,56          | 46               | Gisors Étrépagny                                                          | Les Andelys                                      | Vexin Normand                       |
| 27233      | 27210          | Fatouville-Grestain           | 710                              | 10,26         | 71               | Beuzeville                                                                | Bernay                                           | Pays de Honfleur-Beuzeville         |
| 27234      | 27930          | Fauville                      | 317                              | 3,32          | 105              | Évreux-3 Évreux-Est                                                       | Évreux                                           | Évreux Portes de Normandie          |
| 27235      | 27190          | Faverolles-la-Campagne        | 154                              | 4,71          | 36               | Conches-en-Ouche                                                          | Évreux                                           | Pays de Conches                     |
| 27238      | 27190          | Ferrières-Haut-Clocher        | 1119                             | 11,38         | 102              | Conches-en-Ouche                                                          | Évreux                                           | Pays de Conches                     |
| 27239      | 27270          | Ferrières-Saint-Hilaire       | 428                              | 9,84          | 43               | Breteuil Broglie                                                          | Bernay                                           | Intercom Bernay Terres de Normandie |
| 27241      | 27110          | Feuguerolles                  | 169                              | 8,20          | 21               | Le Neubourg                                                               | Bernay Évreux                                    | Pays du Neubourg                    |
| 27243      | 27210          | Fiquefleur-Équainville        | 743                              | 9,80          | 75               | Beuzeville                                                                | Bernay                                           | Pays de Honfleur-Beuzeville         |
| 27085      | 27310          | Flancourt-Crescy-en-Roumois   | 1586                             | 19,01         | 80               | Grand Bourgtheroulde                                                      | Bernay                                           | Roumois Seine                       |
| 27245      | 27480          | Fleury-la-Forêt               | 289                              | 7,85          | 33               | Romilly-sur-Andelle Lyons-la-Forêt                                        | Les Andelys                                      | Lyons Andelle                       |
| 27246      | 27380          | Fleury-sur-Andelle            | 1810                             | 3,79          | 484              | Romilly-sur-Andelle Fleury-sur-Andelle                                    | Les Andelys                                      | Lyons Andelle                       |
| 27247      | 27380          | Flipou                        | 321                              | 6,97          | 46               | Romilly-sur-Andelle Fleury-sur-Andelle                                    | Les Andelys                                      | Lyons Andelle                       |
| 27248      | 27230          | Folleville                    | 192                              | 6,16          | 32               | Beuzeville Thiberville                                                    | Bernay                                           | Lieuvin Pays d’Auge                 |
| 27249      | 27600          | Fontaine-Bellenger            | 1089                             | 4,96          | 233              | Gaillon Gaillon-Campagne                                                  | Les Andelys                                      | Seine-Eure                          |
| 27251      | 27470          | Fontaine-l’Abbé               | 567                              | 13,23         | 41               | Bernay Bernay-Est                                                         | Bernay                                           | Intercom Bernay Terres de Normandie |
| 27252      | 27230          | Fontaine-la-Louvet            | 338                              | 11,11         | 30               | Beuzeville Thiberville                                                    | Bernay                                           | Lieuvin Pays d’Auge                 |
| 27254      | 27120          | Fontaine-sous-Jouy            | 848                              | 7,33          | 115              | Pacy-sur-Eure Évreux-Est                                                  | Les Andelys Évreux                               | Évreux Portes de Normandie          |
| 27258      | 27210          | Fort-Moville                  | 510                              | 9,32          | 56               | Beuzeville                                                                | Bernay                                           | Lieuvin Pays d’Auge                 |
| 27259      | 27220          | Foucrainville                 | 92                               | 5,26          | 17               | Saint-André-de-l’Eure                                                     | Évreux                                           | Évreux Portes de Normandie          |
| 27260      | 27210          | Foulbec                       | 649                              | 11,86         | 56               | Beuzeville                                                                | Bernay                                           | Pays de Honfleur-Beuzeville         |
| 27261      | 27370          | Fouqueville                   | 443                              | 8,18          | 55               | Grand Bourgtheroulde Amfreville-la-Campagne                               | Bernay                                           | Pays du Neubourg                    |
| 27266      | 27800          | Franqueville                  | 304                              | 3,03          | 105              | Brionne                                                                   | Bernay                                           | Intercom Bernay Terres de Normandie |
| 27070      | 27150 27700    | Frenelles-en-Vexin            | 1690                             | 29,06         | 59               | Les Andelys                                                               | Les Andelys                                      | Seine Normandie Agglomération       |
| 27267      | 27290          | Freneuse-sur-Risle            | 336                              | 8,13          | 43               | Pont-Audemer Montfort-sur-Risle                                           | Bernay                                           | Pont-Audemer Val de Risle           |
| 27269      | 27260          | Fresne-Cauverville            | 190                              | 6,15          | 32               | Beuzeville Cormeilles                                                     | Bernay                                           | Lieuvin Pays d’Auge                 |
| 27271      | 27220          | Fresney                       | 318                              | 6,34          | 52               | Saint-André-de-l’Eure                                                     | Évreux                                           | Évreux Portes de Normandie          |
| 27273      | 27120          | Gadencourt                    | 365                              | 3,89          | 98               | Pacy-sur-Eure                                                             | Les Andelys Évreux                               | Seine Normandie Agglomération       |
| 27275      | 27600          | Gaillon                       | 6785                             | 10,19         | 673              | Gaillon                                                                   | Les Andelys                                      | Seine-Eure                          |
| 27276      | 27150          | Gamaches-en-Vexin             | 290                              | 8,68          | 33               | Gisors Étrépagny                                                          | Les Andelys                                      | Vexin Normand                       |
| 27278      | 27780          | Garennes-sur-Eure             | 2024                             | 10,52         | 185              | Saint-André-de-l’Eure                                                     | Évreux                                           | Évreux Portes de Normandie          |
| 27279      | 27620          | Gasny                         | 3080                             | 12,89         | 237              | Vernon Écos                                                               | Les Andelys                                      | Seine Normandie Agglomération       |
| 27280      | 27930          | Gauciel                       | 976                              | 7,72          | 108              | Évreux-3 Évreux-Est                                                       | Évreux                                           | Évreux Portes de Normandie          |
| 27281      | 27190          | Gaudreville-la-Rivière        | 228                              | 6,73          | 34               | Conches-en-Ouche                                                          | Évreux                                           | Pays de Conches                     |
| 27282      | 27930          | Gauville-la-Campagne          | 647                              | 6,15          | 99               | Conches-en-Ouche Évreux-Nord                                              | Évreux                                           | Évreux Portes de Normandie          |
| 27284      | 27140          | Gisors                        | 12.395                           | 16,67         | 702              | Gisors                                                                    | Les Andelys                                      | Vexin Normand                       |
| 27285      | 27620          | Giverny                       | 448                              | 6,46          | 76               | Vernon Écos                                                               | Les Andelys                                      | Seine Normandie Agglomération       |
| 27286      | 27560          | Giverville                    | 382                              | 6,14          | 67               | Beuzeville Thiberville                                                    | Bernay                                           | Lieuvin Pays d’Auge                 |
| 27287      | 27190          | Glisolles                     | 851                              | 10,92         | 79               | Conches-en-Ouche                                                          | Évreux                                           | Pays de Conches                     |
| 27288      | 27290          | Glos-sur-Risle                | 598                              | 7,33          | 82               | Pont-Audemer Montfort-sur-Risle                                           | Bernay                                           | Pont-Audemer Val de Risle           |
| 27290      | 27170          | Goupil-Othon                  | 1254                             | 14,80         | 85               | Brionne Beaumont-le-Roger                                                 | Bernay                                           | Intercom Bernay Terres de Normandie |
| 27291      | 27580          | Gournay-le-Guérin             | 119                              | 12,27         | 10               | Verneuil d’Avre et d’Iton                                                 | Bernay Évreux                                    | Interco Normandie Sud Eure          |
| 27105      | 27520          | Grand Bourgtheroulde          | 4006                             | 19,51         | 203              | Grand Bourgtheroulde                                                      | Bernay                                           | Roumois Seine                       |
| 27295      | 27270          | Grand-Camp                    | 458                              | 14,11         | 34               | Breteuil Broglie                                                          | Bernay                                           | Intercom Bernay Terres de Normandie |
| 27298      | 27110          | Graveron-Sémerville           | 321                              | 8,03          | 39               | Le Neubourg Évreux-Nord                                                   | Bernay Évreux                                    | Pays du Neubourg                    |
| 27299      | 27930          | Gravigny                      | 4016                             | 9,98          | 400              | Évreux-2 Évreux-Nord                                                      | Évreux                                           | Évreux Portes de Normandie          |
| 27300      | 27170          | Grosley-sur-Risle             | 525                              | 13,18         | 40               | Brionne Beaumont-le-Roger                                                 | Bernay                                           | Intercom Bernay Terres de Normandie |
| 27301      | 27220          | Grossœuvre                    | 1431                             | 16,36         | 82               | Saint-André-de-l’Eure                                                     | Évreux                                           | Évreux Portes de Normandie          |
| 27304      | 27720          | Guerny                        | 155                              | 6,03          | 28               | Gisors                                                                    | Les Andelys                                      | Vexin Normand                       |
| 27306      | 27930          | Guichainville                 | 3077                             | 15,32         | 193              | Évreux-3 Évreux-Sud                                                       | Évreux                                           | Évreux Portes de Normandie          |
| 27307      | 27700          | Guiseniers                    | 488                              | 10,71         | 44               | Les Andelys                                                               | Les Andelys                                      | Seine Normandie Agglomération       |
| 27310      | 27150          | Hacqueville                   | 403                              | 9,81          | 43               | Gisors Étrépagny                                                          | Les Andelys                                      | Vexin Normand                       |
| 27311      | 27800          | Harcourt                      | 1076                             | 15,20         | 71               | Brionne                                                                   | Bernay                                           | Intercom Bernay Terres de Normandie |
| 27312      | 27120          | Hardencourt-Cocherel          | 286                              | 4,93          | 55               | Pacy-sur-Eure                                                             | Les Andelys Évreux                               | Seine Normandie Agglomération       |
| 27315      | 27700          | Harquency                     | 273                              | 13,95         | 19               | Les Andelys                                                               | Les Andelys                                      | Seine Normandie Agglomération       |
| 27316      | 27350          | Hauville                      | 1270                             | 14,69         | 87               | Bourg-Achard Routot                                                       | Bernay                                           | Roumois Seine                       |
| 27324      | 27150          | Hébécourt                     | 634                              | 11,24         | 55               | Gisors                                                                    | Les Andelys                                      | Vexin Normand                       |
| 27325      | 27800          | Hecmanville                   | 197                              | 2,99          | 63               | Brionne                                                                   | Bernay                                           | Intercom Bernay Terres de Normandie |
| 27326      | 27120          | Hécourt                       | 318                              | 7,73          | 41               | Pacy-sur-Eure                                                             | Les Andelys Évreux                               | Seine Normandie Agglomération       |
| 27327      | 27110          | Hectomare                     | 216                              | 2,05          | 103              | Le Neubourg                                                               | Bernay Évreux                                    | Pays du Neubourg                    |
| 27329      | 27700          | Hennezis                      | 749                              | 15,63         | 49               | Les Andelys                                                               | Les Andelys                                      | Seine Normandie Agglomération       |
| 27330      | 27430          | Herqueville                   | 125                              | 3,76          | 35               | Val-de-Reuil                                                              | Les Andelys                                      | Seine-Eure                          |
| 27331      | 27630          | Heubécourt-Haricourt          | 461                              | 11,92         | 38               | Les Andelys Écos                                                          | Les Andelys                                      | Seine Normandie Agglomération       |
| 27332      | 27400          | Heudebouville                 | 809                              | 9,28          | 84               | Louviers Louviers-Nord                                                    | Les Andelys                                      | Seine-Eure                          |
| 27333      | 27860          | Heudicourt                    | 723                              | 10,73         | 67               | Gisors Étrépagny                                                          | Les Andelys                                      | Vexin Normand                       |
| 27334      | 27230          | Heudreville-en-Lieuvin        | 115                              | 4,15          | 26               | Beuzeville Thiberville                                                    | Bernay                                           | Lieuvin Pays d’Auge                 |
| 27335      | 27400          | Heudreville-sur-Eure          | 1066                             | 14,15         | 76               | Gaillon Gaillon-Campagne                                                  | Les Andelys                                      | Seine-Eure                          |
| 27337      | 27700          | Heuqueville                   | 347                              | 7,77          | 46               | Les Andelys                                                               | Les Andelys                                      | Seine Normandie Agglomération       |
| 27339      | 27400          | Hondouville                   | 813                              | 6,88          | 115              | Le Neubourg Louviers-Sud                                                  | Bernay Les Andelys                               | Pays du Neubourg                    |
| 27340      | 27310          | Honguemare-Guenouville        | 702                              | 9,30          | 76               | Bourg-Achard Routot                                                       | Bernay                                           | Roumois Seine                       |
| 27342      | 27400          | Houetteville                  | 194                              | 6,85          | 29               | Le Neubourg                                                               | Bernay Évreux                                    | Pays du Neubourg                    |
| 27343      | 27120          | Houlbec-Cocherel              | 1270                             | 11,64         | 110              | Pacy-sur-Eure Vernon-Sud                                                  | Les Andelys Évreux                               | Seine Normandie Agglomération       |
| 27346      | 27440          | Houville-en-Vexin             | 234                              | 8,09          | 29               | Romilly-sur-Andelle Fleury-sur-Andelle                                    | Les Andelys                                      | Lyons Andelle                       |
| 27347      | 27930          | Huest                         | 776                              | 6,57          | 119              | Évreux-3 Évreux-Est                                                       | Évreux                                           | Évreux Portes de Normandie          |
| 27348      | 27460          | Igoville                      | 1701                             | 5,61          | 313              | Pont-de-l’Arche                                                           | Les Andelys                                      | Seine-Eure                          |
| 27349      | 27290          | Illeville-sur-Montfort        | 857                              | 14,95         | 58               | Pont-Audemer Montfort-sur-Risle                                           | Bernay                                           | Pont-Audemer Val de Risle           |
| 27350      | 27770          | Illiers-l’Évêque              | 1018                             | 20,63         | 48               | Verneuil d’Avre et d’Iton Nonancourt                                      | Évreux                                           | Évreux Portes de Normandie          |
| 27351      | 27400          | Incarville                    | 1352                             | 8,35          | 170              | Louviers Louviers-Nord                                                    | Les Andelys                                      | Seine-Eure                          |
| 27353      | 27930          | Irreville                     | 472                              | 5,60          | 84               | Évreux-2 Évreux-Nord                                                      | Évreux                                           | Évreux Portes de Normandie          |
| 27354      | 27110          | Iville                        | 420                              | 8,81          | 48               | Le Neubourg                                                               | Bernay Évreux                                    | Pays du Neubourg                    |
| 27355      | 27540          | Ivry-la-Bataille              | 2640                             | 7,76          | 343              | Saint-André-de-l’Eure                                                     | Évreux                                           | Agglo du Pays de Dreux              |
| 27358      | 27120          | Jouy-sur-Eure                 | 558                              | 9,80          | 60               | Pacy-sur-Eure Évreux-Est                                                  | Les Andelys Évreux                               | Évreux Portes de Normandie          |
| 27359      | 27250          | Juignettes                    | 293                              | 12,96         | 17               | Breteuil Rugles                                                           | Bernay Évreux                                    | Interco Normandie Sud Eure          |
| 27360      | 27220          | Jumelles                      | 327                              | 7,29          | 45               | Saint-André-de-l’Eure                                                     | Évreux                                           | Évreux Portes de Normandie          |
| 27309      | 27220          | L’Habit                       | 486                              | 5,08          | 99               | Saint-André-de-l’Eure                                                     | Évreux                                           | Évreux Portes de Normandie          |
| 27341      | 27570          | L’Hosmes                      | 66                               | 6,74          | 10               | Verneuil d’Avre et d’Iton Damville                                        | Bernay Évreux                                    | Interco Normandie Sud Eure          |
| 27277      | 27220          | La Baronnie                   | 760                              | 11,22         | 66               | Saint-André-de-l’Eure                                                     | Évreux                                           | Évreux Portes de Normandie          |
| 27078      | 27220          | La Boissière                  | 261                              | 3,45          | 77               | Pacy-sur-Eure Saint-André-de-l’Eure                                       | Les Andelys Évreux                               | Seine Normandie Agglomération       |
| 27082      | 27190          | La Bonneville-sur-Iton        | 2045                             | 4,00          | 519              | Conches-en-Ouche                                                          | Évreux                                           | Pays de Conches                     |
| 27146      | 27260          | La Chapelle-Bayvel            | 383                              | 4,84          | 77               | Beuzeville Cormeilles                                                     | Bernay                                           | Lieuvin Pays d’Auge                 |
| 27147      | 27930          | La Chapelle-du-Bois-des-Faulx | 656                              | 4,37          | 157              | Évreux-2 Évreux-Nord                                                      | Évreux                                           | Évreux Portes de Normandie          |
| 27148      | 27270          | La Chapelle-Gauthier          | 406                              | 16,43         | 25               | Breteuil Broglie                                                          | Bernay                                           | Intercom Bernay Terres de Normandie |
| 27149      | 27230          | La Chapelle-Hareng            | 122                              | 4,07          | 28               | Beuzeville Thiberville                                                    | Bernay                                           | Lieuvin Pays d’Auge                 |
| 27554      | 27950          | La Chapelle-Longueville       | 3283                             | 19,60         | 170              | Pacy-sur-Eure Saint-André-de-l’Eure Vernon-Nord                           | Les Andelys Évreux                               | Seine Normandie Agglomération       |
| 27183      | 27750          | La Couture-Boussey            | 2301                             | 10,90         | 212              | Saint-André-de-l’Eure                                                     | Évreux                                           | Évreux Portes de Normandie          |
| 27189      | 27190          | La Croisille                  | 409                              | 5,40          | 80               | Conches-en-Ouche                                                          | Évreux                                           | Pays de Conches                     |
| 27240      | 27760          | La Ferrière-sur-Risle         | 201                              | 0,24          | 921              | Conches-en-Ouche                                                          | Évreux                                           | Pays de Conches                     |
| 27256      | 27220          | La Forêt-du-Parc              | 636                              | 7,67          | 81               | Saint-André-de-l’Eure                                                     | Évreux                                           | Évreux Portes de Normandie          |
| 27289      | 27390          | La Goulafrière                | 169                              | 14,38         | 12               | Breteuil Broglie                                                          | Bernay                                           | Intercom Bernay Terres de Normandie |
| 27313      | 27370          | La Harengère                  | 598                              | 3,59          | 170              | Grand Bourgtheroulde Amfreville-la-Campagne                               | Bernay                                           | Seine-Eure                          |
| 27317      | 27350          | La Haye-Aubrée                | 419                              | 7,50          | 61               | Bourg-Achard Routot                                                       | Bernay                                           | Roumois Seine                       |
| 27318      | 27800          | La Haye-de-Calleville         | 252                              | 2,95          | 88               | Brionne                                                                   | Bernay                                           | Intercom Bernay Terres de Normandie |
| 27319      | 27350          | La Haye-de-Routot             | 286                              | 2,51          | 122              | Bourg-Achard Routot                                                       | Bernay                                           | Roumois Seine                       |
| 27320      | 27370          | La Haye-du-Theil              | 324                              | 7,02          | 43               | Grand Bourgtheroulde Amfreville-la-Campagne                               | Bernay                                           | Pays du Neubourg                    |
| 27321      | 27400          | La Haye-le-Comte              | 145                              | 3,32          | 40               | Pont-de-l’Arche Louviers-Sud                                              | Les Andelys                                      | Seine-Eure                          |
| 27322      | 27400          | La Haye-Malherbe              | 1374                             | 9,93          | 140              | Pont-de-l’Arche Louviers-Sud                                              | Les Andelys                                      | Seine-Eure                          |
| 27323      | 27330          | La Haye-Saint-Sylvestre       | 293                              | 18,64         | 15               | Breteuil Rugles                                                           | Bernay Évreux                                    | Interco Normandie Sud Eure          |
| 27336      | 27950          | La Heunière                   | 454                              | 3,07          | 140              | Pacy-sur-Eure Vernon-Sud                                                  | Les Andelys Évreux                               | Seine Normandie Agglomération       |
| 27345      | 27410          | La Houssaye                   | 206                              | 4,25          | 49               | Brionne Beaumont-le-Roger                                                 | Bernay                                           | Intercom Bernay Terres de Normandie |
| 27361      | 27210          | La Lande-Saint-Léger          | 404                              | 7,96          | 48               | Beuzeville                                                                | Bernay                                           | Lieuvin Pays d’Auge                 |
| 27378      | 27320          | La Madeleine-de-Nonancourt    | 1160                             | 22,61         | 51               | Verneuil d’Avre et d’Iton Nonancourt                                      | Évreux                                           | Agglo du Pays de Dreux              |
| 27430      | 27150          | La Neuve-Grange               | 389                              | 5,09          | 67               | Gisors Étrépagny                                                          | Les Andelys                                      | Vexin Normand                       |
| 27431      | 27330          | La Neuve-Lyre                 | 532                              | 2,85          | 203              | Breteuil Rugles                                                           | Bernay Évreux                                    | Interco Normandie Sud Eure          |
| 27432      | 27890          | La Neuville-du-Bosc           | 713                              | 14,45         | 48               | Brionne                                                                   | Bernay                                           | Intercom Bernay Terres de Normandie |
| 27435      | 27560          | La Noë-Poulain                | 251                              | 4,70          | 61               | Beuzeville Saint-Georges-du-Vièvre                                        | Bernay                                           | Lieuvin Pays d’Auge                 |
| 27475      | 27560          | La Poterie-Mathieu            | 166                              | 6,41          | 26               | Beuzeville Saint-Georges-du-Vièvre                                        | Bernay                                           | Lieuvin Pays d’Auge                 |
| 27482      | 27370          | La Pyle                       | 157                              | 1,69          | 100              | Le Neubourg Amfreville-la-Campagne                                        | Bernay                                           | Pays du Neubourg                    |
| 27495      | 27700          | La Roquette                   | 236                              | 5,90          | 40               | Les Andelys                                                               | Les Andelys                                      | Seine Normandie Agglomération       |
| 27616      | 27370          | La Saussaye                   | 1914                             | 3,53          | 535              | Grand Bourgtheroulde Amfreville-la-Campagne                               | Bernay                                           | Seine-Eure                          |
| 27659      | 27930          | La Trinité                    | 128                              | 2,99          | 41               | Évreux-3 Évreux-Est                                                       | Évreux                                           | Évreux Portes de Normandie          |
| 27660      | 27270          | La Trinité-de-Réville         | 244                              | 11,15         | 21               | Breteuil Broglie                                                          | Bernay                                           | Intercom Bernay Terres de Normandie |
| 27661      | 27310          | La Trinité-de-Thouberville    | 416                              | 3,33          | 128              | Bourg-Achard Routot                                                       | Bernay                                           | Roumois Seine                       |
| 27666      | 27400          | La Vacherie                   | 557                              | 7,63          | 74               | Pont-de-l’Arche Louviers-Sud                                              | Les Andelys                                      | Seine-Eure                          |
| 27685      | 27330          | La Vieille-Lyre               | 653                              | 19,63         | 34               | Breteuil                                                                  | Bernay                                           | Interco Normandie Sud Eure          |
| 27364      | 27470          | Launay                        | 180                              | 2,26          | 86               | Brionne Beaumont-le-Roger                                                 | Bernay                                           | Intercom Bernay Terres de Normandie |
| 27052      | 27800          | Le Bec-Hellouin               | 378                              | 9,55          | 41               | Brionne                                                                   | Bernay                                           | Intercom Bernay Terres de Normandie |
| 27053      | 27370          | Le Bec-Thomas                 | 200                              | 1,40          | 156              | Grand Bourgtheroulde Amfreville-la-Campagne                               | Bernay                                           | Seine-Eure                          |
| 27071      | 27260          | Le Bois-Hellain               | 210                              | 3,20          | 67               | Beuzeville Cormeilles                                                     | Bernay                                           | Lieuvin Pays d’Auge                 |
| 27302      | 27370          | Le Bosc du Theil              | 1314                             | 20,11         | 65               | Le Neubourg Amfreville-la-Campagne                                        | Bernay                                           | Pays du Neubourg                    |
| 27099      | 27930          | Le Boulay-Morin               | 818                              | 5,55          | 144              | Évreux-2 Évreux-Nord                                                      | Évreux                                           | Évreux Portes de Normandie          |
| 27171      | 27120          | Le Cormier                    | 361                              | 10,48         | 37               | Pacy-sur-Eure                                                             | Les Andelys Évreux                               | Seine Normandie Agglomération       |
| 27237      | 27230          | Le Favril                     | 183                              | 4,03          | 41               | Beuzeville Thiberville                                                    | Bernay                                           | Lieuvin Pays d’Auge                 |
| 27242      | 27190          | Le Fidelaire                  | 1016                             | 33,55         | 30               | Conches-en-Ouche                                                          | Évreux                                           | Pays de Conches                     |
| 27363      | 27350          | Le Landin                     | 262                              | 3,15          | 70               | Bourg-Achard Routot                                                       | Bernay                                           | Roumois Seine                       |
| 27565      | 27160          | Le Lesme                      | 702                              | 26,50         | 26               | Breteuil                                                                  | Bernay Évreux                                    | Interco Normandie Sud Eure          |
| 27386      | 27460          | Le Manoir                     | 1279                             | 2,39          | 556              | Pont-de-l’Arche                                                           | Les Andelys                                      | Seine-Eure                          |
| 27401      | 27930          | Le Mesnil-Fuguet              | 197                              | 3,58          | 49               | Le Neubourg Évreux-Nord                                                   | Évreux                                           | Évreux Portes de Normandie          |
| 27403      | 27400          | Le Mesnil-Jourdain            | 238                              | 10,41         | 23               | Pont-de-l’Arche Louviers-Sud                                              | Les Andelys                                      | Seine-Eure                          |
| 27541      | 27560          | Le Mesnil-Saint-Jean          | 166                              | 7,85          | 28               | Beuzeville                                                                | Bernay                                           | Lieuvin Pays d’Auge                 |
| 27428      | 27110          | Le Neubourg                   | 4251                             | 9,91          | 428              | Le Neubourg                                                               | Bernay Évreux                                    | Pays du Neubourg                    |
| 27444      | 27410          | Le Noyer-en-Ouche             | 206                              | 10,90         | 21               | Bernay Beaumesnil                                                         | Bernay                                           | Intercom Bernay Terres de Normandie |
| 27263      | 27500 27680    | Le Perrey                     | 1221                             | 21,40         | 58               | Pont-Audemer                                                              | Bernay                                           | Pont-Audemer Val de Risle           |
| 27462      | 27230          | Le Planquay                   | 161                              | 4,04          | 40               | Beuzeville Thiberville                                                    | Bernay                                           | Lieuvin Pays d’Auge                 |
| 27464      | 27180          | Le Plessis-Grohan             | 928                              | 8,28          | 110              | Évreux-3 Évreux-Sud                                                       | Évreux                                           | Évreux Portes de Normandie          |
| 27465      | 27120          | Le Plessis-Hébert             | 402                              | 11,73         | 34               | Pacy-sur-Eure                                                             | Les Andelys Évreux                               | Seine Normandie Agglomération       |
| 27466      | 27170          | Le Plessis-Sainte-Opportune   | 355                              | 11,37         | 30               | Brionne Beaumont-le-Roger                                                 | Bernay                                           | Intercom Bernay Terres de Normandie |
| 27627      | 27230          | Le Theil-Nolent               | 272                              | 4,11          | 60               | Beuzeville Thiberville                                                    | Bernay                                           | Lieuvin Pays d’Auge                 |
| 27632      | 27150          | Le Thil                       | 594                              | 4,24          | 137              | Gisors Étrépagny                                                          | Les Andelys                                      | Vexin Normand                       |
| 27635      | 27700          | Le Thuit                      | 143                              | 3,02          | 47               | Les Andelys                                                               | Les Andelys                                      | Seine Normandie Agglomération       |
| 27638      | 27370          | Le Thuit de l’Oison           | 3801                             | 15,58         | 237              | Grand Bourgtheroulde Amfreville-la-Campagne                               | Bernay                                           | Roumois Seine                       |
| 27641      | 27110          | Le Tilleul-Lambert            | 265                              | 5,83          | 45               | Le Neubourg Évreux-Nord                                                   | Bernay Évreux                                    | Pays du Neubourg                    |
| 27646      | 27210          | Le Torpt                      | 460                              | 6,59          | 68               | Beuzeville                                                                | Bernay                                           | Lieuvin Pays d’Auge                 |
| 27658      | 27110          | Le Tremblay-Omonville         | 383                              | 5,41          | 67               | Le Neubourg                                                               | Bernay Évreux                                    | Pays du Neubourg                    |
| 27663      | 27110          | Le Troncq                     | 170                              | 4,59          | 36               | Le Neubourg                                                               | Bernay Évreux                                    | Pays du Neubourg                    |
| 27664      | 27480          | Le Tronquay                   | 525                              | 19,06         | 27               | Romilly-sur-Andelle Lyons-la-Forêt                                        | Les Andelys                                      | Lyons Andelle                       |
| 27022      | 27940          | Le Val d’Hazey                | 5156                             | 14,37         | 372              | Gaillon                                                                   | Les Andelys                                      | Seine-Eure                          |
| 27668      | 27120          | Le Val-David                  | 672                              | 6,79          | 103              | Évreux-3 Évreux-Est                                                       | Évreux                                           | Évreux Portes de Normandie          |
| 27447      | 27190          | Le Val-Doré                   | 883                              | 20,17         | 45               | Conches-en-Ouche                                                          | Évreux                                           | Pays de Conches                     |
| 27528      | 27100          | Le Vaudreuil                  | 3622                             | 14,22         | 259              | Val-de-Reuil                                                              | Les Andelys                                      | Seine-Eure                          |
| 27684      | 27930          | Le Vieil-Évreux               | 840                              | 11,57         | 72               | Évreux-3 Évreux-Est                                                       | Évreux                                           | Évreux Portes de Normandie          |
| 27365      | 27690          | Léry                          | 1984                             | 14,51         | 140              | Val-de-Reuil                                                              | Les Andelys                                      | Seine-Eure                          |
| 27016      | 27700          | Les Andelys                   | 7822                             | 40,62         | 199              | Les Andelys                                                               | Les Andelys                                      | Seine Normandie Agglomération       |
| 27027      | 27220          | Les Authieux                  | 292                              | 4,87          | 59               | Saint-André-de-l’Eure                                                     | Évreux                                           | Évreux Portes de Normandie          |
| 27038      | 27130          | Les Barils                    | 270                              | 9,53          | 29               | Verneuil d’Avre et d’Iton                                                 | Bernay Évreux                                    | Interco Normandie Sud Eure          |
| 27043      | 27160          | Les Baux-de-Breteuil          | 686                              | 34,22         | 20               | Breteuil                                                                  | Bernay Évreux                                    | Interco Normandie Sud Eure          |
| 27044      | 27180          | Les Baux-Sainte-Croix         | 868                              | 17,03         | 48               | Évreux-3 Évreux-Sud                                                       | Évreux                                           | Évreux Portes de Normandie          |
| 27096      | 27250          | Les Bottereaux                | 347                              | 22,13         | 16               | Breteuil Rugles                                                           | Bernay Évreux                                    | Interco Normandie Sud Eure          |
| 27196      | 27340          | Les Damps                     | 1335                             | 4,74          | 289              | Pont-de-l’Arche                                                           | Les Andelys                                      | Seine-Eure                          |
| 27338      | 27910          | Les Hogues                    | 685                              | 11,81         | 57               | Romilly-sur-Andelle Lyons-la-Forêt                                        | Les Andelys                                      | Lyons Andelle                       |
| 27062      | 27520          | Les Monts du Roumois          | 1609                             | 23,81         | 66               | Grand Bourgtheroulde Amfreville-la-Campagne Grand Bourgtheroulde          | Bernay                                           | Roumois Seine                       |
| 27459      | 27230          | Les Places                    | 74                               | 1,93          | 38               | Beuzeville Thiberville                                                    | Bernay                                           | Lieuvin Pays d’Auge                 |
| 27476      | 27500          | Les Préaux                    | 396                              | 5,96          | 65               | Pont-Audemer                                                              | Bernay                                           | Pont-Audemer Val de Risle           |
| 27633      | 27420          | Les Thilliers-en-Vexin        | 493                              | 1,57          | 315              | Gisors Étrépagny                                                          | Les Andelys                                      | Vexin Normand                       |
| 27676      | 27700 27940    | Les Trois Lacs                | 1748                             | 36,53         | 48               | Gaillon                                                                   | Les Andelys                                      | Seine-Eure                          |
| 27678      | 27180          | Les Ventes                    | 1047                             | 20,65         | 50               | Conches-en-Ouche Évreux-Sud                                               | Évreux                                           | Évreux Portes de Normandie          |
| 27366      | 27910          | Letteguives                   | 208                              | 4,10          | 50               | Romilly-sur-Andelle Fleury-sur-Andelle                                    | Les Andelys                                      | Lyons Andelle                       |
| 27367      | 27560          | Lieurey                       | 1471                             | 18,21         | 82               | Beuzeville Saint-Georges-du-Vièvre                                        | Bernay                                           | Lieuvin Pays d’Auge                 |
| 27368      | 27220          | Lignerolles                   | 356                              | 6,22          | 54               | Saint-André-de-l’Eure                                                     | Évreux                                           | Évreux Portes de Normandie          |
| 27369      | 27480          | Lilly                         | 74                               | 6,03          | 13               | Romilly-sur-Andelle Lyons-la-Forêt                                        | Les Andelys                                      | Lyons Andelle                       |
| 27370      | 27440          | Lisors                        | 299                              | 10,75         | 31               | Romilly-sur-Andelle Lyons-la-Forêt                                        | Les Andelys                                      | Lyons Andelle                       |
| 27371      | 27800          | Livet-sur-Authou              | 165                              | 3,90          | 41               | Brionne                                                                   | Bernay                                           | Intercom Bernay Terres de Normandie |
| 27372      | 27150          | Longchamps                    | 685                              | 15,43         | 44               | Gisors Étrépagny                                                          | Les Andelys                                      | Vexin Normand                       |
| 27373      | 27480          | Lorleau                       | 101                              | 12,31         | 10               | Romilly-sur-Andelle Lyons-la-Forêt                                        | Les Andelys                                      | Lyons Andelle                       |
| 27374      | 27190          | Louversey                     | 506                              | 10,73         | 49               | Conches-en-Ouche                                                          | Évreux                                           | Pays de Conches                     |
| 27375      | 27400          | Louviers                      | 18.347                           | 27,06         | 684              | Louviers Louviers-Nord Louviers-Sud                                       | Les Andelys                                      | Seine-Eure                          |
| 27376      | 27650          | Louye                         | 215                              | 5,20          | 43               | Saint-André-de-l’Eure Nonancourt                                          | Évreux                                           | Agglo du Pays de Dreux              |
| 27377      | 27480          | Lyons-la-Forêt                | 730                              | 26,99         | 26               | Romilly-sur-Andelle Lyons-la-Forêt                                        | Les Andelys                                      | Lyons Andelle                       |
| 27379      | 27150          | Mainneville                   | 460                              | 8,14          | 55               | Romilly-sur-Andelle Gisors                                                | Les Andelys                                      | Vexin Normand                       |
| 27380      | 27800          | Malleville-sur-le-Bec         | 269                              | 6,98          | 38               | Brionne                                                                   | Bernay                                           | Intercom Bernay Terres de Normandie |
| 27381      | 27300          | Malouy                        | 171                              | 3,14          | 52               | Bernay Bernay-Ouest                                                       | Bernay                                           | Lieuvin Pays d’Auge                 |
| 27382      | 27370          | Mandeville                    | 343                              | 3,05          | 105              | Le Neubourg Amfreville-la-Campagne                                        | Bernay                                           | Seine-Eure                          |
| 27383      | 27130          | Mandres                       | 350                              | 11,79         | 32               | Verneuil d’Avre et d’Iton                                                 | Bernay Évreux                                    | Interco Normandie Sud Eure          |
| 27384      | 27210          | Manneville-la-Raoult          | 482                              | 7,37          | 68               | Beuzeville                                                                | Bernay                                           | Pays de Honfleur-Beuzeville         |
| 27385      | 27500          | Manneville-sur-Risle          | 1436                             | 9,32          | 161              | Pont-Audemer                                                              | Bernay                                           | Pont-Audemer Val de Risle           |
| 27388      | 27680          | Marais-Vernier                | 473                              | 24,98         | 19               | Bourg-Achard Quillebeuf-sur-Seine                                         | Bernay                                           | Pont-Audemer Val de Risle           |
| 27389      | 27110          | Marbeuf                       | 487                              | 8,48          | 54               | Le Neubourg                                                               | Bernay Évreux                                    | Pays du Neubourg                    |
| 27157      | 27160          | Marbois                       | 1307                             | 46,54         | 28               | Breteuil Damville                                                         | Bernay Évreux                                    | Interco Normandie Sud Eure          |
| 27390      | 27320          | Marcilly-la-Campagne          | 1117                             | 19,50         | 57               | Verneuil d’Avre et d’Iton Nonancourt                                      | Évreux                                           | Évreux Portes de Normandie          |
| 27391      | 27810          | Marcilly-sur-Eure             | 1611                             | 15,48         | 103              | Saint-André-de-l’Eure                                                     | Évreux                                           | Évreux Portes de Normandie          |
| 27392      | 27150          | Martagny                      | 136                              | 4,38          | 34               | Romilly-sur-Andelle Gisors                                                | Les Andelys                                      | Vexin Normand                       |
| 27393      | 27210          | Martainville                  | 497                              | 9,09          | 55               | Beuzeville                                                                | Bernay                                           | Lieuvin Pays d’Auge                 |
| 27394      | 27340          | Martot                        | 458                              | 8,48          | 58               | Pont-de-l’Arche                                                           | Les Andelys                                      | Seine-Eure                          |
| 27395      | 27390          | Mélicourt                     | 92                               | 6,40          | 14               | Breteuil Broglie                                                          | Bernay                                           | Intercom Bernay Terres de Normandie |
| 27396      | 27850          | Ménesqueville                 | 478                              | 4,17          | 112              | Romilly-sur-Andelle Fleury-sur-Andelle                                    | Les Andelys                                      | Lyons Andelle                       |
| 27397      | 27120          | Ménilles                      | 1722                             | 5,81          | 299              | Pacy-sur-Eure                                                             | Les Andelys Évreux                               | Seine Normandie Agglomération       |
| 27398      | 27300          | Menneval                      | 1532                             | 6,63          | 223              | Bernay Bernay-Est                                                         | Bernay                                           | Intercom Bernay Terres de Normandie |
| 27399      | 27950          | Mercey                        | 56                               | 3,50          | 15               | Pacy-sur-Eure Vernon-Sud                                                  | Les Andelys Évreux                               | Seine Normandie Agglomération       |
| 27400      | 27640          | Merey                         | 344                              | 8,66          | 39               | Pacy-sur-Eure                                                             | Les Andelys Évreux                               | Seine Normandie Agglomération       |
| 27049      | 27410          | Mesnil-en-Ouche               | 4441                             | 165,40        | 28               | Bernay Beaumesnil                                                         | Bernay                                           | Intercom Bernay Terres de Normandie |
| 27404      | 27390          | Mesnil-Rousset                | 84                               | 7,22          | 13               | Breteuil Broglie                                                          | Bernay                                           | Intercom Bernay Terres de Normandie |
| 27405      | 27150          | Mesnil-sous-Vienne            | 101                              | 5,72          | 18               | Romilly-sur-Andelle Gisors                                                | Les Andelys                                      | Vexin Normand                       |
| 27198      | 27160 27240    | Mesnils-sur-Iton              | 6142                             | 125,03        | 49               | Verneuil d’Avre et d’Iton                                                 | Bernay                                           | Interco Normandie Sud Eure          |
| 27406      | 27650          | Mesnil-sur-l’Estrée           | 942                              | 5,76          | 154              | Saint-André-de-l’Eure Nonancourt                                          | Évreux                                           | Évreux Portes de Normandie          |
| 27407      | 27440          | Mesnil-Verclives              | 304                              | 9,96          | 33               | Les Andelys Fleury-sur-Andelle                                            | Les Andelys                                      | Seine Normandie Agglomération       |
| 27408      | 27510          | Mézières-en-Vexin             | 598                              | 12,70         | 47               | Les Andelys Écos                                                          | Les Andelys                                      | Seine Normandie Agglomération       |
| 27410      | 27930          | Miserey                       | 599                              | 8,11          | 79               | Évreux-3 Évreux-Est                                                       | Évreux                                           | Évreux Portes de Normandie          |
| 27411      | 27320          | Moisville                     | 233                              | 6,99          | 33               | Verneuil d’Avre et d’Iton Nonancourt                                      | Évreux                                           | Évreux Portes de Normandie          |
| 27413      | 27290          | Montfort-sur-Risle            | 778                              | 3,94          | 197              | Pont-Audemer Montfort-sur-Risle                                           | Bernay                                           | Pont-Audemer Val de Risle           |
| 27414      | 27390          | Montreuil-l’Argillé           | 788                              | 13,72         | 61               | Breteuil Broglie                                                          | Bernay                                           | Intercom Bernay Terres de Normandie |
| 27415      | 27260          | Morainville-Jouveaux          | 372                              | 15,39         | 24               | Beuzeville Cormeilles                                                     | Bernay                                           | Lieuvin Pays d’Auge                 |
| 27417      | 27150          | Morgny                        | 663                              | 17,37         | 39               | Gisors Étrépagny                                                          | Les Andelys                                      | Vexin Normand                       |
| 27418      | 27800          | Morsan                        | 122                              | 4,83          | 22               | Brionne                                                                   | Bernay                                           | Intercom Bernay Terres de Normandie |
| 27419      | 27220          | Mouettes                      | 753                              | 8,39          | 91               | Saint-André-de-l’Eure                                                     | Évreux                                           | Évreux Portes de Normandie          |
| 27420      | 27420          | Mouflaines                    | 162                              | 3,75          | 44               | Gisors Étrépagny                                                          | Les Andelys                                      | Vexin Normand                       |
| 27421      | 27220          | Mousseaux-Neuville            | 641                              | 14,20         | 45               | Saint-André-de-l’Eure                                                     | Évreux                                           | Évreux Portes de Normandie          |
| 27422      | 27430          | Muids                         | 864                              | 15,22         | 58               | Les Andelys                                                               | Les Andelys                                      | Seine Normandie Agglomération       |
| 27423      | 27650          | Muzy                          | 780                              | 9,18          | 84               | Saint-André-de-l’Eure Nonancourt                                          | Évreux                                           | Évreux Portes de Normandie          |
| 27424      | 27190          | Nagel-Séez-Mesnil             | 334                              | 11,72         | 28               | Conches-en-Ouche                                                          | Évreux                                           | Pays de Conches                     |
| 27425      | 27550          | Nassandres sur Risle          | 2291                             | 25,58         | 94               | Brionne Beaumont-le-Roger Bernay-Est                                      | Bernay                                           | Intercom Bernay Terres de Normandie |
| 27427      | 27250          | Neaufles-Auvergny             | 413                              | 17,35         | 24               | Breteuil Rugles                                                           | Bernay Évreux                                    | Interco Normandie Sud Eure          |
| 27426      | 27830          | Neaufles-Saint-Martin         | 1306                             | 9,07          | 145              | Gisors                                                                    | Les Andelys                                      | Vexin Normand                       |
| 27429      | 27730          | Neuilly                       | 174                              | 4,71          | 39               | Pacy-sur-Eure                                                             | Les Andelys Évreux                               | Seine Normandie Agglomération       |
| 27433      | 27800          | Neuville-sur-Authou           | 192                              | 5,54          | 34               | Brionne                                                                   | Bernay                                           | Intercom Bernay Terres de Normandie |
| 27434      | 27560          | Noards                        | 61                               | 4,21          | 13               | Beuzeville Saint-Georges-du-Vièvre                                        | Bernay                                           | Lieuvin Pays d’Auge                 |
| 27436      | 27190          | Nogent-le-Sec                 | 429                              | 10,11         | 44               | Conches-en-Ouche                                                          | Évreux                                           | Pays de Conches                     |
| 27437      | 27150          | Nojeon-en-Vexin               | 347                              | 13,02         | 26               | Gisors Étrépagny                                                          | Les Andelys                                      | Vexin Normand                       |
| 27438      | 27320          | Nonancourt                    | 2300                             | 7,21          | 316              | Verneuil d’Avre et d’Iton Nonancourt                                      | Évreux                                           | Agglo du Pays de Dreux              |
| 27439      | 27930          | Normanville                   | 1164                             | 9,14          | 124              | Évreux-2 Évreux-Nord                                                      | Évreux                                           | Évreux Portes de Normandie          |
| 27441      | 27800          | Notre-Dame-d’Épine            | 69                               | 1,70          | 44               | Brionne                                                                   | Bernay                                           | Intercom Bernay Terres de Normandie |
| 27440      | 27940          | Notre-Dame-de-l’Isle          | 643                              | 11,81         | 56               | Les Andelys                                                               | Les Andelys                                      | Seine Normandie Agglomération       |
| 27442      | 27390          | Notre-Dame-du-Hamel           | 188                              | 13,58         | 15               | Breteuil Broglie                                                          | Bernay                                           | Intercom Bernay Terres de Normandie |
| 27445      | 27720          | Noyers                        | 251                              | 5,37          | 47               | Gisors                                                                    | Les Andelys                                      | Vexin Normand                       |
| 27446      | 27190          | Ormes                         | 460                              | 14,10         | 34               | Conches-en-Ouche                                                          | Évreux                                           | Pays de Conches                     |
| 27448      | 27120          | Pacy-sur-Eure                 | 4975                             | 22,03         | 230              | Pacy-sur-Eure                                                             | Les Andelys Évreux                               | Seine Normandie Agglomération       |
| 27451      | 27180          | Parville                      | 288                              | 4,54          | 64               | Conches-en-Ouche Évreux-Nord                                              | Évreux                                           | Évreux Portes de Normandie          |
| 27453      | 27910          | Perriers-sur-Andelle          | 1791                             | 11,21         | 161              | Romilly-sur-Andelle Fleury-sur-Andelle                                    | Les Andelys                                      | Lyons Andelle                       |
| 27454      | 27910          | Perruel                       | 466                              | 5,37          | 87               | Romilly-sur-Andelle Fleury-sur-Andelle                                    | Les Andelys                                      | Lyons Andelle                       |
| 27455      | 27230          | Piencourt                     | 169                              | 8,70          | 19               | Beuzeville Thiberville                                                    | Bernay                                           | Lieuvin Pays d’Auge                 |
| 27456      | 27400          | Pinterville                   | 805                              | 5,93          | 128              | Pont-de-l’Arche Louviers-Sud                                              | Les Andelys                                      | Seine-Eure                          |
| 27457      | 27130          | Piseux                        | 691                              | 19,63         | 35               | Verneuil d’Avre et d’Iton                                                 | Bernay Évreux                                    | Interco Normandie Sud Eure          |
| 27458      | 27590          | Pîtres                        | 2572                             | 10,97         | 241              | Pont-de-l’Arche                                                           | Les Andelys                                      | Seine-Eure                          |
| 27460      | 27300          | Plainville                    | 206                              | 6,41          | 32               | Bernay Bernay-Ouest                                                       | Bernay                                           | Intercom Bernay Terres de Normandie |
| 27463      | 27300          | Plasnes                       | 728                              | 16,06         | 45               | Bernay Bernay-Ouest                                                       | Bernay                                           | Intercom Bernay Terres de Normandie |
| 27467      | 27500          | Pont-Audemer                  | 9950                             | 14,66         | 681              | Pont-Audemer                                                              | Bernay                                           | Pont-Audemer Val de Risle           |
| 27468      | 27290          | Pont-Authou                   | 580                              | 3,52          | 171              | Pont-Audemer Montfort-sur-Risle                                           | Bernay                                           | Pont-Audemer Val de Risle           |
| 27469      | 27340          | Pont-de-l’Arche               | 4130                             | 9,35          | 443              | Pont-de-l’Arche                                                           | Les Andelys                                      | Seine-Eure                          |
| 27470      | 27360          | Pont-Saint-Pierre             | 1137                             | 6,90          | 164              | Romilly-sur-Andelle Fleury-sur-Andelle                                    | Les Andelys                                      | Lyons Andelle                       |
| 27471      | 27430          | Porte-de-Seine                | 209                              | 12,56         | 16               | Val-de-Reuil                                                              | Les Andelys                                      | Seine-Eure                          |
| 27472      | 27190          | Portes                        | 260                              | 9,44          | 29               | Conches-en-Ouche                                                          | Évreux                                           | Pays de Conches                     |
| 27473      | 27940          | Port-Mort                     | 891                              | 12,17         | 75               | Les Andelys                                                               | Les Andelys                                      | Seine Normandie Agglomération       |
| 27474      | 27740          | Poses                         | 1118                             | 7,20          | 161              | Val-de-Reuil                                                              | Les Andelys                                      | Seine-Eure                          |
| 27477      | 27510          | Pressagny-l’Orgueilleux       | 696                              | 10,27         | 68               | Les Andelys Écos                                                          | Les Andelys                                      | Seine Normandie Agglomération       |
| 27478      | 27220          | Prey                          | 976                              | 8,09          | 117              | Saint-André-de-l’Eure                                                     | Évreux                                           | Évreux Portes de Normandie          |
| 27480      | 27150          | Puchay                        | 609                              | 13,93         | 47               | Gisors Étrépagny                                                          | Les Andelys                                      | Vexin Normand                       |
| 27481      | 27130          | Pullay                        | 387                              | 12,03         | 33               | Verneuil d’Avre et d’Iton                                                 | Bernay Évreux                                    | Interco Normandie Sud Eure          |
| 27483      | 27400          | Quatremare                    | 440                              | 5,99          | 73               | Pont-de-l’Arche Louviers-Sud                                              | Les Andelys                                      | Seine-Eure                          |
| 27485      | 27680          | Quillebeuf-sur-Seine          | 838                              | 10,11         | 82               | Bourg-Achard Quillebeuf-sur-Seine                                         | Bernay                                           | Pont-Audemer Val de Risle           |
| 27486      | 27110          | Quittebeuf                    | 654                              | 13,45         | 49               | Le Neubourg Évreux-Nord                                                   | Bernay Évreux                                    | Pays du Neubourg                    |
| 27487      | 27380          | Radepont                      | 643                              | 15,81         | 42               | Romilly-sur-Andelle Fleury-sur-Andelle                                    | Les Andelys                                      | Lyons Andelle                       |
| 27488      | 27910          | Renneville                    | 207                              | 6,30          | 31               | Romilly-sur-Andelle Fleury-sur-Andelle                                    | Les Andelys                                      | Lyons Andelle                       |
| 27489      | 27930          | Reuilly                       | 518                              | 9,73          | 54               | Évreux-2 Évreux-Nord                                                      | Évreux                                           | Évreux Portes de Normandie          |
| 27490      | 27420          | Richeville                    | 266                              | 3,92          | 68               | Gisors Étrépagny                                                          | Les Andelys                                      | Vexin Normand                       |
| 27492      | 27170          | Romilly-la-Puthenaye          | 329                              | 11,85         | 27               | Brionne Beaumont-le-Roger                                                 | Bernay                                           | Intercom Bernay Terres de Normandie |
| 27493      | 27610          | Romilly-sur-Andelle           | 3227                             | 8,53          | 385              | Romilly-sur-Andelle Fleury-sur-Andelle                                    | Les Andelys                                      | Lyons Andelle                       |
| 27496      | 27790          | Rosay-sur-Lieure              | 510                              | 8,21          | 63               | Romilly-sur-Andelle Lyons-la-Forêt                                        | Les Andelys                                      | Lyons Andelle                       |
| 27497      | 27350          | Rougemontier                  | 1033                             | 11,96         | 87               | Bourg-Achard Routot                                                       | Bernay                                           | Pont-Audemer Val de Risle           |
| 27498      | 27110          | Rouge-Perriers                | 368                              | 4,12          | 89               | Brionne Beaumont-le-Roger                                                 | Bernay                                           | Intercom Bernay Terres de Normandie |
| 27500      | 27350          | Routot                        | 1659                             | 6,61          | 254              | Bourg-Achard Routot                                                       | Bernay                                           | Pont-Audemer Val de Risle           |
| 27501      | 27120          | Rouvray                       | 257                              | 2,51          | 103              | Pacy-sur-Eure Vernon-Sud                                                  | Les Andelys Évreux                               | Seine Normandie Agglomération       |
| 27502      | 27250          | Rugles                        | 2199                             | 14,10         | 157              | Breteuil Rugles                                                           | Bernay Évreux                                    | Interco Normandie Sud Eure          |
| 27504      | 27930          | Sacquenville                  | 1207                             | 9,97          | 129              | Le Neubourg Évreux-Nord                                                   | Évreux                                           | Évreux Portes de Normandie          |
| 27505      | 27390          | Saint-Agnan-de-Cernières      | 154                              | 7,42          | 22               | Breteuil Broglie                                                          | Bernay                                           | Intercom Bernay Terres de Normandie |
| 27507      | 27220          | Saint-André-de-l’Eure         | 3903                             | 19,83         | 203              | Saint-André-de-l’Eure                                                     | Évreux                                           | Évreux Portes de Normandie          |
| 27508      | 27250          | Saint-Antonin-de-Sommaire     | 213                              | 7,16          | 28               | Breteuil Rugles                                                           | Bernay Évreux                                    | Interco Normandie Sud Eure          |
| 27511      | 27110          | Saint-Aubin-d’Écrosville      | 749                              | 14,60         | 49               | Le Neubourg                                                               | Bernay Évreux                                    | Pays du Neubourg                    |
| 27512      | 27230          | Saint-Aubin-de-Scellon        | 330                              | 13,90         | 24               | Beuzeville Thiberville                                                    | Bernay                                           | Lieuvin Pays d’Auge                 |
| 27514      | 27270          | Saint-Aubin-du-Thenney        | 350                              | 13,96         | 27               | Breteuil Broglie                                                          | Bernay                                           | Intercom Bernay Terres de Normandie |
| 27517      | 27600          | Saint-Aubin-sur-Gaillon       | 2164                             | 19,46         | 108              | Gaillon Gaillon-Campagne                                                  | Les Andelys                                      | Seine-Eure                          |
| 27518      | 27680          | Saint-Aubin-sur-Quillebeuf    | 757                              | 12,39         | 60               | Bourg-Achard Quillebeuf-sur-Seine                                         | Bernay                                           | Roumois Seine                       |
| 27520      | 27450          | Saint-Benoît-des-Ombres       | 142                              | 3,63          | 39               | Beuzeville Saint-Georges-du-Vièvre                                        | Bernay                                           | Lieuvin Pays d’Auge                 |
| 27521      | 27820          | Saint-Christophe-sur-Avre     | 141                              | 10,76         | 13               | Verneuil d’Avre et d’Iton                                                 | Bernay Évreux                                    | Interco Normandie Sud Eure          |
| 27522      | 27450          | Saint-Christophe-sur-Condé    | 429                              | 9,00          | 48               | Beuzeville Saint-Georges-du-Vièvre                                        | Bernay                                           | Lieuvin Pays d’Auge                 |
| 27527      | 27800          | Saint-Cyr-de-Salerne          | 206                              | 6,38          | 32               | Brionne                                                                   | Bernay                                           | Intercom Bernay Terres de Normandie |
| 27529      | 27370          | Saint-Cyr-la-Campagne         | 429                              | 2,91          | 149              | Grand Bourgtheroulde Amfreville-la-Campagne                               | Bernay                                           | Seine-Eure                          |
| 27530      | 27390          | Saint-Denis-d’Augerons        | 77                               | 4,27          | 19               | Breteuil Broglie                                                          | Bernay                                           | Intercom Bernay Terres de Normandie |
| 27531      | 27520          | Saint-Denis-des-Monts         | 208                              | 3,88          | 53               | Grand Bourgtheroulde                                                      | Bernay                                           | Roumois Seine                       |
| 27533      | 27140          | Saint-Denis-le-Ferment        | 502                              | 18,01         | 27               | Gisors                                                                    | Les Andelys                                      | Vexin Normand                       |
| 27534      | 27370          | Saint-Didier-des-Bois         | 895                              | 5,58          | 159              | Grand Bourgtheroulde Amfreville-la-Campagne                               | Bernay                                           | Seine-Eure                          |
| 27524      | 27110          | Sainte-Colombe-la-Commanderie | 854                              | 10,86         | 80               | Le Neubourg Évreux-Nord                                                   | Bernay Évreux                                    | Pays du Neubourg                    |
| 27525      | 27950          | Sainte-Colombe-près-Vernon    | 310                              | 2,69          | 111              | Pacy-sur-Eure Vernon-Nord                                                 | Les Andelys Évreux                               | Seine Normandie Agglomération       |
| 27540      | 27620          | Sainte-Geneviève-lès-Gasny    | 648                              | 4,17          | 161              | Vernon Écos                                                               | Les Andelys                                      | Seine Normandie Agglomération       |
| 27535      | 27190          | Saint-Élier                   | 404                              | 2,32          | 189              | Conches-en-Ouche                                                          | Évreux                                           | Pays de Conches                     |
| 27536      | 27800          | Saint-Éloi-de-Fourques        | 548                              | 7,23          | 74               | Brionne                                                                   | Bernay                                           | Intercom Bernay Terres de Normandie |
| 27578      | 27160          | Sainte-Marie-d’Attez          | 579                              | 26,04         | 23               | Breteuil                                                                  | Bernay Évreux                                    | Interco Normandie Sud Eure          |
| 27567      | 27150          | Sainte-Marie-de-Vatimesnil    | 268                              | 7,35          | 38               | Gisors Étrépagny                                                          | Les Andelys                                      | Vexin Normand                       |
| 27568      | 27190          | Sainte-Marthe                 | 491                              | 17,50         | 28               | Conches-en-Ouche                                                          | Évreux                                           | Pays de Conches                     |
| 27576      | 27110          | Sainte-Opportune-du-Bosc      | 636                              | 8,07          | 81               | Brionne Beaumont-le-Roger                                                 | Bernay                                           | Pays du Neubourg                    |
| 27577      | 27680          | Sainte-Opportune-la-Mare      | 429                              | 10,89         | 40               | Bourg-Achard Quillebeuf-sur-Seine                                         | Bernay                                           | Roumois Seine                       |
| 27537      | 27430          | Saint-Étienne-du-Vauvray      | 890                              | 8,84          | 99               | Louviers Louviers-Nord                                                    | Les Andelys                                      | Seine-Eure                          |
| 27538      | 27450          | Saint-Étienne-l’Allier        | 524                              | 11,32         | 48               | Beuzeville Saint-Georges-du-Vièvre                                        | Bernay                                           | Lieuvin Pays d’Auge                 |
| 27539      | 27920          | Saint-Étienne-sous-Bailleul   | 388                              | 4,34          | 89               | Gaillon Gaillon-Campagne                                                  | Les Andelys                                      | Seine-Eure                          |
| 27542      | 27450          | Saint-Georges-du-Vièvre       | 894                              | 10,19         | 87               | Beuzeville Saint-Georges-du-Vièvre                                        | Bernay                                           | Lieuvin Pays d’Auge                 |
| 27543      | 27710          | Saint-Georges-Motel           | 880                              | 4,97          | 178              | Saint-André-de-l’Eure Nonancourt                                          | Évreux                                           | Agglo du Pays de Dreux              |
| 27544      | 27220          | Saint-Germain-de-Fresney      | 195                              | 5,35          | 38               | Saint-André-de-l’Eure                                                     | Évreux                                           | Évreux Portes de Normandie          |
| 27545      | 27370          | Saint-Germain-de-Pasquier     | 122                              | 1,99          | 62               | Grand Bourgtheroulde Amfreville-la-Campagne                               | Bernay                                           | Seine-Eure                          |
| 27546      | 27930          | Saint-Germain-des-Angles      | 171                              | 1,81          | 93               | Évreux-2 Évreux-Nord                                                      | Évreux                                           | Évreux Portes de Normandie          |
| 27547      | 27230          | Saint-Germain-la-Campagne     | 858                              | 22,23         | 39               | Beuzeville Thiberville                                                    | Bernay                                           | Lieuvin Pays d’Auge                 |
| 27548      | 27320          | Saint-Germain-sur-Avre        | 1188                             | 5,39          | 218              | Verneuil d’Avre et d’Iton Nonancourt                                      | Évreux                                           | Évreux Portes de Normandie          |
| 27550      | 27450          | Saint-Grégoire-du-Vièvre      | 312                              | 8,97          | 34               | Beuzeville Saint-Georges-du-Vièvre                                        | Bernay                                           | Lieuvin Pays d’Auge                 |
| 27552      | 27270          | Saint-Jean-du-Thenney         | 214                              | 8,31          | 30               | Breteuil Broglie                                                          | Bernay                                           | Intercom Bernay Terres de Normandie |
| 27553      | 27600          | Saint-Julien-de-la-Liègue     | 419                              | 4,67          | 90               | Gaillon Gaillon-Campagne                                                  | Les Andelys                                      | Seine-Eure                          |
| 27555      | 27220          | Saint-Laurent-des-Bois        | 245                              | 3,33          | 74               | Saint-André-de-l’Eure                                                     | Évreux                                           | Évreux Portes de Normandie          |
| 27556      | 27390          | Saint-Laurent-du-Tencement    | 66                               | 2,76          | 24               | Breteuil Broglie                                                          | Bernay                                           | Intercom Bernay Terres de Normandie |
| 27557      | 27300          | Saint-Léger-de-Rôtes          | 456                              | 6,46          | 72               | Bernay Bernay-Est                                                         | Bernay                                           | Intercom Bernay Terres de Normandie |
| 27558      | 27520          | Saint-Léger-du-Gennetey       | 170                              | 3,27          | 55               | Grand Bourgtheroulde                                                      | Bernay                                           | Roumois Seine                       |
| 27560      | 27930          | Saint-Luc                     | 244                              | 5,08          | 49               | Évreux-3 Évreux-Sud                                                       | Évreux                                           | Évreux Portes de Normandie          |
| 27561      | 27210          | Saint-Maclou                  | 667                              | 5,56          | 117              | Beuzeville                                                                | Bernay                                           | Pays de Honfleur-Beuzeville         |
| 27562      | 27950          | Saint-Marcel                  | 4474                             | 9,93          | 446              | Pacy-sur-Eure Vernon-Nord                                                 | Les Andelys Évreux                               | Seine Normandie Agglomération       |
| 27563      | 27500          | Saint-Mards-de-Blacarville    | 856                              | 8,78          | 94               | Pont-Audemer                                                              | Bernay                                           | Pont-Audemer Val de Risle           |
| 27564      | 27230          | Saint-Mards-de-Fresne         | 344                              | 13,49         | 25               | Beuzeville Thiberville                                                    | Bernay                                           | Lieuvin Pays d’Auge                 |
| 27569      | 27300          | Saint-Martin-du-Tilleul       | 245                              | 5,15          | 48               | Bernay Bernay-Ouest                                                       | Bernay                                           | Intercom Bernay Terres de Normandie |
| 27570      | 27930          | Saint-Martin-la-Campagne      | 101                              | 3,52          | 28               | Le Neubourg Évreux-Nord                                                   | Évreux                                           | Évreux Portes de Normandie          |
| 27571      | 27450          | Saint-Martin-Saint-Firmin     | 336                              | 6,37          | 53               | Beuzeville Saint-Georges-du-Vièvre                                        | Bernay                                           | Lieuvin Pays d’Auge                 |
| 27572      | 27370          | Saint-Meslin-du-Bosc          | 308                              | 1,57          | 184              | Le Neubourg Amfreville-la-Campagne                                        | Bernay                                           | Pays du Neubourg                    |
| 27579      | 27370          | Saint-Ouen-de-Pontcheuil      | 101                              | 1,17          | 85               | Grand Bourgtheroulde Amfreville-la-Campagne                               | Bernay                                           | Roumois Seine                       |
| 27580      | 27310          | Saint-Ouen-de-Thouberville    | 2426                             | 6,32          | 384              | Bourg-Achard Routot                                                       | Bernay                                           | Roumois Seine                       |
| 27582      | 27670          | Saint-Ouen-du-Tilleul         | 1777                             | 3,99          | 425              | Grand Bourgtheroulde                                                      | Bernay                                           | Roumois Seine                       |
| 27584      | 27800          | Saint-Paul-de-Fourques        | 268                              | 4,03          | 70               | Brionne                                                                   | Bernay                                           | Intercom Bernay Terres de Normandie |
| 27586      | 27520          | Saint-Philbert-sur-Boissey    | 172                              | 3,03          | 57               | Grand Bourgtheroulde                                                      | Bernay                                           | Roumois Seine                       |
| 27587      | 27290          | Saint-Philbert-sur-Risle      | 824                              | 13,15         | 60               | Pont-Audemer Montfort-sur-Risle                                           | Bernay                                           | Pont-Audemer Val de Risle           |
| 27589      | 27920          | Saint-Pierre-de-Bailleul      | 975                              | 6,34          | 153              | Gaillon Gaillon-Campagne                                                  | Les Andelys                                      | Seine-Eure                          |
| 27590      | 27390          | Saint-Pierre-de-Cernières     | 235                              | 11,62         | 20               | Breteuil Broglie                                                          | Bernay                                           | Intercom Bernay Terres de Normandie |
| 27591      | 27260          | Saint-Pierre-de-Cormeilles    | 580                              | 17,29         | 34               | Beuzeville Cormeilles                                                     | Bernay                                           | Lieuvin Pays d’Auge                 |
| 27592      | 27800          | Saint-Pierre-de-Salerne       | 231                              | 6,92          | 36               | Brionne                                                                   | Bernay                                           | Intercom Bernay Terres de Normandie |
| 27593      | 27370          | Saint-Pierre-des-Fleurs       | 1688                             | 2,79          | 578              | Grand Bourgtheroulde Amfreville-la-Campagne                               | Bernay                                           | Roumois Seine                       |
| 27594      | 27450          | Saint-Pierre-des-Ifs          | 258                              | 6,17          | 45               | Beuzeville Saint-Georges-du-Vièvre                                        | Bernay                                           | Lieuvin Pays d’Auge                 |
| 27595      | 27370          | Saint-Pierre-du-Bosguérard    | 962                              | 10,10         | 100              | Grand Bourgtheroulde Amfreville-la-Campagne                               | Bernay                                           | Roumois Seine                       |
| 27597      | 27210          | Saint-Pierre-du-Val           | 589                              | 12,23         | 48               | Beuzeville                                                                | Bernay                                           | Pays de Honfleur-Beuzeville         |
| 27598      | 27430          | Saint-Pierre-du-Vauvray       | 1231                             | 5,22          | 239              | Louviers Louviers-Nord                                                    | Les Andelys                                      | Seine-Eure                          |
| 27599      | 27600          | Saint-Pierre-la-Garenne       | 923                              | 7,64          | 119              | Gaillon Gaillon-Campagne                                                  | Les Andelys                                      | Seine-Eure                          |
| 27601      | 27680          | Saint-Samson-de-la-Roque      | 437                              | 15,69         | 28               | Bourg-Achard Quillebeuf-sur-Seine                                         | Bernay                                           | Pont-Audemer Val de Risle           |
| 27602      | 27180          | Saint-Sébastien-de-Morsent    | 5508                             | 10,02         | 558              | Évreux-1 Évreux-Ouest                                                     | Évreux                                           | Évreux Portes de Normandie          |
| 27603      | 27560          | Saint-Siméon                  | 323                              | 7,49          | 42               | Beuzeville Cormeilles                                                     | Bernay                                           | Lieuvin Pays d’Auge                 |
| 27604      | 27210          | Saint-Sulpice-de-Grimbouville | 156                              | 4,32          | 36               | Beuzeville                                                                | Bernay                                           | Pays de Honfleur-Beuzeville         |
| 27605      | 27260          | Saint-Sylvestre-de-Cormeilles | 226                              | 9,50          | 25               | Beuzeville Cormeilles                                                     | Bernay                                           | Lieuvin Pays d’Auge                 |
| 27606      | 27500          | Saint-Symphorien              | 470                              | 3,78          | 129              | Pont-Audemer                                                              | Bernay                                           | Pont-Audemer Val de Risle           |
| 27609      | 27800          | Saint-Victor-d’Épine          | 337                              | 7,89          | 42               | Brionne                                                                   | Bernay                                           | Intercom Bernay Terres de Normandie |
| 27608      | 27300          | Saint-Victor-de-Chrétienville | 439                              | 5,81          | 77               | Bernay Bernay-Ouest                                                       | Bernay                                           | Intercom Bernay Terres de Normandie |
| 27610      | 27130          | Saint-Victor-sur-Avre         | 56                               | 6,90          | 8                | Verneuil d’Avre et d’Iton                                                 | Bernay Évreux                                    | Interco Normandie Sud Eure          |
| 27611      | 27930          | Saint-Vigor                   | 312                              | 6,58          | 49               | Évreux-2 Évreux-Est                                                       | Évreux                                           | Évreux Portes de Normandie          |
| 27612      | 27950          | Saint-Vincent-des-Bois        | 338                              | 5,29          | 63               | Pacy-sur-Eure Vernon-Sud                                                  | Les Andelys Évreux                               | Seine Normandie Agglomération       |
| 27613      | 27230          | Saint-Vincent-du-Boulay       | 370                              | 6,56          | 58               | Beuzeville Thiberville                                                    | Bernay                                           | Lieuvin Pays d’Auge                 |
| 27614      | 27150          | Sancourt                      | 171                              | 6,63          | 25               | Gisors                                                                    | Les Andelys                                      | Vexin Normand                       |
| 27615      | 27930          | Sassey                        | 198                              | 4,28          | 45               | Évreux-3 Évreux-Est                                                       | Évreux                                           | Évreux Portes de Normandie          |
| 27617      | 27150          | Saussay-la-Campagne           | 532                              | 5,00          | 106              | Gisors Étrépagny                                                          | Les Andelys                                      | Vexin Normand                       |
| 27618      | 27190          | Sébécourt                     | 462                              | 14,80         | 32               | Conches-en-Ouche                                                          | Évreux                                           | Pays de Conches                     |
| 27620      | 27500          | Selles                        | 476                              | 10,09         | 46               | Pont-Audemer                                                              | Bernay                                           | Pont-Audemer Val de Risle           |
| 27621      | 27220          | Serez                         | 171                              | 6,33          | 27               | Saint-André-de-l’Eure                                                     | Évreux                                           | Évreux Portes de Normandie          |
| 27622      | 27470          | Serquigny                     | 1772                             | 11,40         | 162              | Bernay Bernay-Est                                                         | Bernay                                           | Intercom Bernay Terres de Normandie |
| 27623      | 27400          | Surtauville                   | 489                              | 4,42          | 111              | Pont-de-l’Arche Louviers-Sud                                              | Les Andelys                                      | Seine-Eure                          |
| 27624      | 27400          | Surville                      | 854                              | 5,72          | 154              | Pont-de-l’Arche Louviers-Sud                                              | Les Andelys                                      | Seine-Eure                          |
| 27625      | 27420          | Suzay                         | 344                              | 4,11          | 87               | Les Andelys                                                               | Les Andelys                                      | Seine Normandie Agglomération       |
| 27693      | 27240          | Sylvains-Lès-Moulins          | 1280                             | 23,88         | 54               | Verneuil d’Avre et d’Iton Damville                                        | Bernay Évreux                                    | Interco Normandie Sud Eure          |
| 27412      | 27400          | Terres de Bord                | 1577                             | 22,44         | 66               | Pont-de-l’Arche                                                           | Les Andelys                                      | Seine-Eure                          |
| 27089      | 27520          | Thénouville                   | 1016                             | 13,19         | 76               | Grand Bourgtheroulde                                                      | Bernay                                           | Roumois Seine                       |
| 27629      | 27230          | Thiberville                   | 1765                             | 7,98          | 224              | Beuzeville Thiberville                                                    | Bernay                                           | Lieuvin Pays d’Auge                 |
| 27630      | 27800          | Thibouville                   | 326                              | 8,83          | 36               | Brionne Beaumont-le-Roger                                                 | Bernay                                           | Intercom Bernay Terres de Normandie |
| 27631      | 27290          | Thierville                    | 368                              | 3,60          | 103              | Pont-Audemer Montfort-sur-Risle                                           | Bernay                                           | Pont-Audemer Val de Risle           |
| 27640      | 27170          | Tilleul-Dame-Agnès            | 197                              | 5,12          | 38               | Conches-en-Ouche Beaumont-le-Roger                                        | Évreux Bernay                                    | Pays de Conches                     |
| 27643      | 27570          | Tillières-sur-Avre            | 1037                             | 16,76         | 64               | Verneuil d’Avre et d’Iton                                                 | Bernay Évreux                                    | Interco Normandie Sud Eure          |
| 27644      | 27510          | Tilly                         | 575                              | 12,19         | 46               | Les Andelys Écos                                                          | Les Andelys                                      | Seine Normandie Agglomération       |
| 27645      | 27500          | Tocqueville                   | 143                              | 2,48          | 63               | Bourg-Achard Quillebeuf-sur-Seine                                         | Bernay                                           | Roumois Seine                       |
| 27649      | 27440          | Touffreville                  | 340                              | 10,68         | 33               | Romilly-sur-Andelle Lyons-la-Forêt                                        | Les Andelys                                      | Lyons Andelle                       |
| 27650      | 27180          | Tournedos-Bois-Hubert         | 450                              | 7,99          | 59               | Le Neubourg Évreux-Nord                                                   | Bernay Évreux                                    | Pays du Neubourg                    |
| 27652      | 27930          | Tourneville                   | 318                              | 7,31          | 42               | Le Neubourg Évreux-Nord                                                   | Évreux                                           | Évreux Portes de Normandie          |
| 27654      | 27370          | Tourville-la-Campagne         | 1114                             | 8,27          | 136              | Grand Bourgtheroulde Amfreville-la-Campagne                               | Bernay                                           | Pays du Neubourg                    |
| 27655      | 27500          | Tourville-sur-Pont-Audemer    | 722                              | 10,80         | 68               | Pont-Audemer                                                              | Bernay                                           | Pont-Audemer Val de Risle           |
| 27656      | 27500          | Toutainville                  | 1280                             | 11,85         | 111              | Pont-Audemer                                                              | Bernay                                           | Pont-Audemer Val de Risle           |
| 27516      | 27300 27270    | Treis-Sants-en-Ouche          | 1334                             | 30,73         | 46               | Bernay                                                                    | Bernay                                           | Intercom Bernay Terres de Normandie |
| 27662      | 27500          | Triqueville                   | 349                              | 9,48          | 35               | Pont-Audemer                                                              | Bernay                                           | Pont-Audemer Val de Risle           |
| 27665      | 27680          | Trouville-la-Haule            | 754                              | 12,25         | 62               | Bourg-Achard Quillebeuf-sur-Seine                                         | Bernay                                           | Roumois Seine                       |
| 27294      | 27380          | Val d’Orger                   | 990                              | 10,97         | 90               | Romilly-sur-Andelle Fleury-sur-Andelle                                    | Les Andelys                                      | Lyons Andelle                       |
| 27667      | 27300          | Valailles                     | 409                              | 5,37          | 72               | Bernay Bernay-Ouest                                                       | Bernay                                           | Intercom Bernay Terres de Normandie |
| 27701      | 27100          | Val-de-Reuil                  | 12.939                           | 25,60         | 504              | Val-de-Reuil                                                              | Les Andelys                                      | Seine-Eure                          |
| 27669      | 27350          | Valletot                      | 411                              | 5,79          | 76               | Bourg-Achard Routot                                                       | Bernay                                           | Roumois Seine                       |
| 27670      | 27380          | Vandrimare                    | 966                              | 6,48          | 148              | Romilly-sur-Andelle Fleury-sur-Andelle                                    | Les Andelys                                      | Lyons Andelle                       |
| 27671      | 27210          | Vannecrocq                    | 163                              | 4,93          | 33               | Beuzeville                                                                | Bernay                                           | Lieuvin Pays d’Auge                 |
| 27672      | 27910          | Vascœuil                      | 322                              | 7,39          | 48               | Romilly-sur-Andelle Lyons-la-Forêt                                        | Les Andelys                                      | Lyons Andelle                       |
| 27673      | 27430          | Vatteville                    | 177                              | 4,27          | 42               | Les Andelys                                                               | Les Andelys                                      | Seine Normandie Agglomération       |
| 27674      | 27120          | Vaux-sur-Eure                 | 271                              | 2,90          | 92               | Pacy-sur-Eure                                                             | Les Andelys Évreux                               | Seine Normandie Agglomération       |
| 27677      | 27110          | Venon                         | 389                              | 5,07          | 81               | Le Neubourg                                                               | Bernay Évreux                                    | Pays du Neubourg                    |
| 27679      | 27130          | Verneuil d’Avre et d’Iton     | 7262                             | 56,00         | 136              | Verneuil d’Avre et d’Iton Breteuil Verneuil d’Avre et d’Iton              | Bernay Évreux                                    | Interco Normandie Sud Eure          |
| 27680      | 27390          | Verneusses                    | 180                              | 16,15         | 12               | Breteuil Broglie                                                          | Bernay                                           | Intercom Bernay Terres de Normandie |
| 27681      | 27200          | Vernon                        | 24.841                           | 34,92         | 679              | Vernon Vernon-Nord Vernon-Sud                                             | Les Andelys Évreux                               | Seine Normandie Agglomération       |
| 27682      | 27870          | Vesly                         | 621                              | 11,96         | 55               | Gisors                                                                    | Les Andelys                                      | Vexin Normand                       |
| 27213      | 27630          | Vexin-sur-Epte                | 6026                             | 114,49        | 52               | Les Andelys Écos                                                          | Les Andelys                                      | Seine Normandie Agglomération       |
| 27683      | 27700          | Vézillon                      | 234                              | 2,04          | 114              | Les Andelys                                                               | Les Andelys                                      | Seine Normandie Agglomération       |
| 27686      | 27680          | Vieux-Port                    | 50                               | 0,57          | 84               | Bourg-Achard Quillebeuf-sur-Seine                                         | Bernay                                           | Roumois Seine                       |
| 27689      | 27120          | Villegats                     | 353                              | 3,58          | 97               | Pacy-sur-Eure                                                             | Les Andelys Évreux                               | Seine Normandie Agglomération       |
| 27690      | 27420          | Villers-en-Vexin              | 313                              | 6,29          | 49               | Gisors Étrépagny                                                          | Les Andelys                                      | Vexin Normand                       |
| 27691      | 27940          | Villers-sur-le-Roule          | 841                              | 4,32          | 200              | Gaillon Gaillon-Campagne                                                  | Les Andelys                                      | Seine-Eure                          |
| 27692      | 27110          | Villettes                     | 169                              | 6,87          | 23               | Le Neubourg                                                               | Bernay Évreux                                    | Pays du Neubourg                    |
| 27694      | 27950          | Villez-sous-Bailleul          | 318                              | 4,36          | 72               | Pacy-sur-Eure Vernon-Nord                                                 | Les Andelys Évreux                               | Seine Normandie Agglomération       |
| 27695      | 27110          | Villez-sur-le-Neubourg        | 233                              | 4,82          | 58               | Le Neubourg                                                               | Bernay Évreux                                    | Pays du Neubourg                    |
| 27696      | 27640          | Villiers-en-Désœuvre          | 859                              | 14,65         | 64               | Pacy-sur-Eure                                                             | Les Andelys Évreux                               | Seine Normandie Agglomération       |
| 27697      | 27400          | Vironvay                      | 331                              | 3,90          | 85               | Louviers Louviers-Nord                                                    | Les Andelys                                      | Seine-Eure                          |
| 27698      | 27110          | Vitot                         | 559                              | 4,69          | 119              | Le Neubourg                                                               | Bernay Évreux                                    | Pays du Neubourg                    |
| 27699      | 27520          | Voiscreville                  | 117                              | 1,69          | 70               | Grand Bourgtheroulde                                                      | Bernay                                           | Roumois Seine                       |
| 27700      | 27370          | Vraiville                     | 725                              | 6,82          | 107              | Le Neubourg Amfreville-la-Campagne                                        | Bernay                                           | Seine-Eure                          |

## Veränderungen im Gemeindebestand seit der landesweiten Neuordnung der Kantone

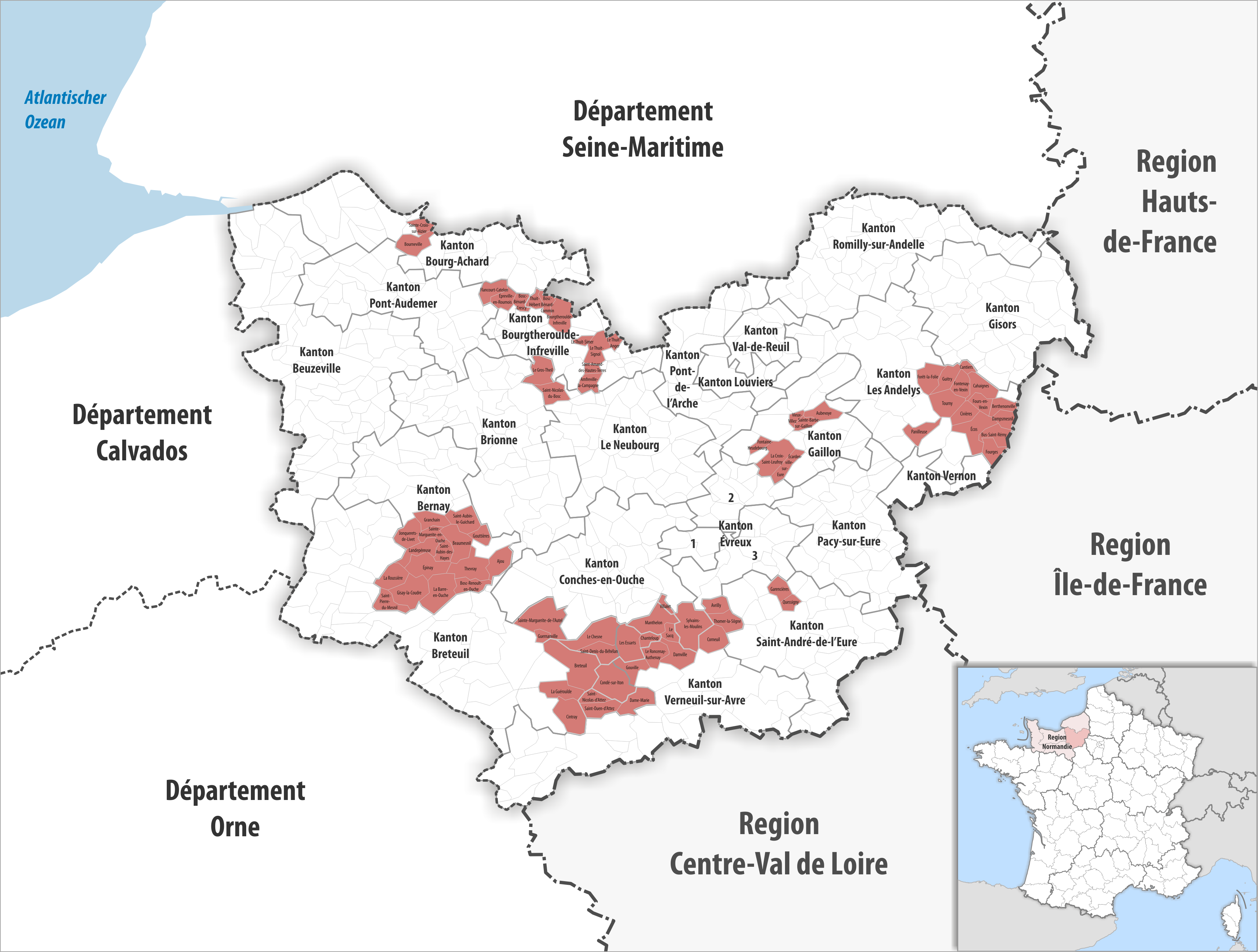
Gemeinden bis 2015
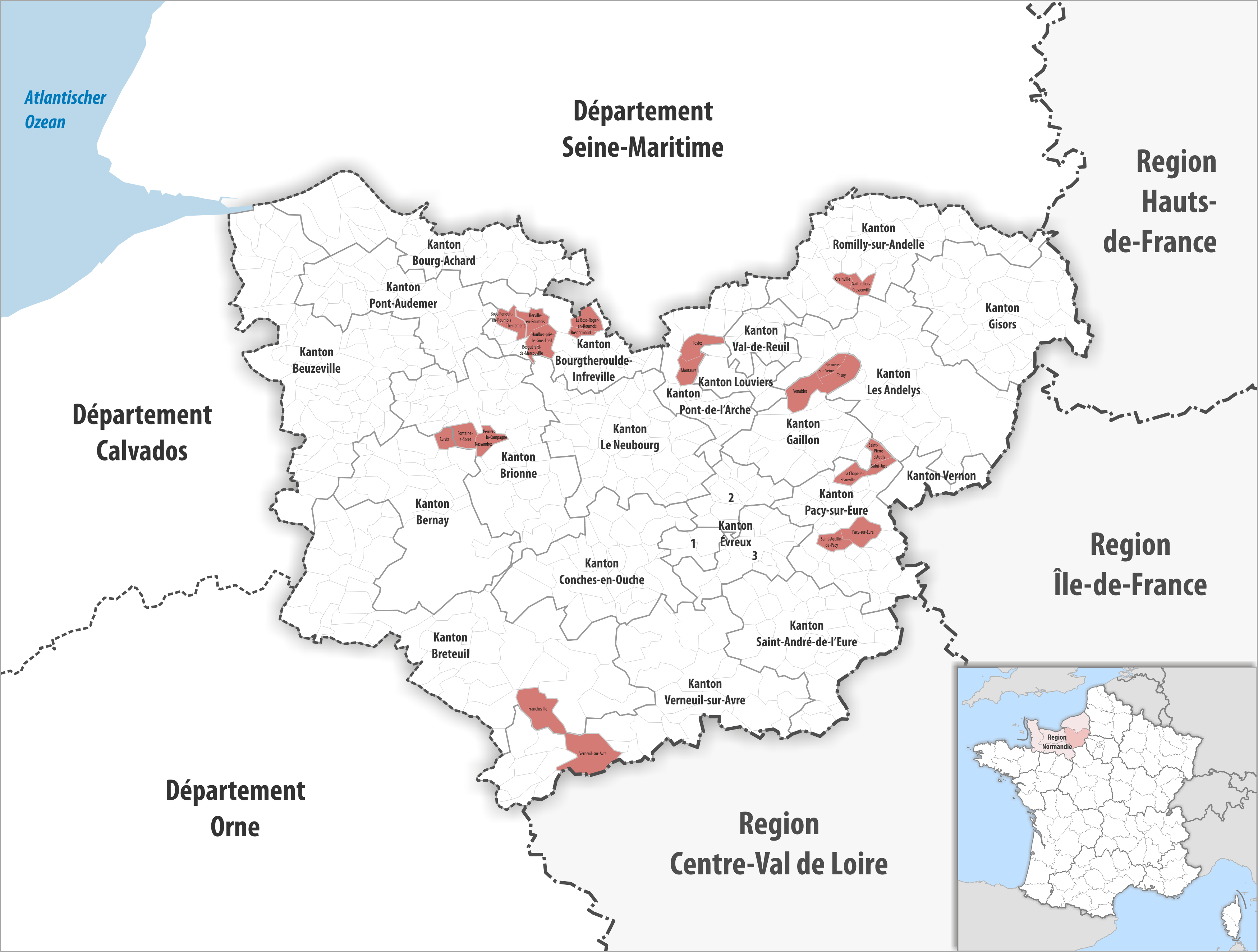
Gemeinden bis 2016
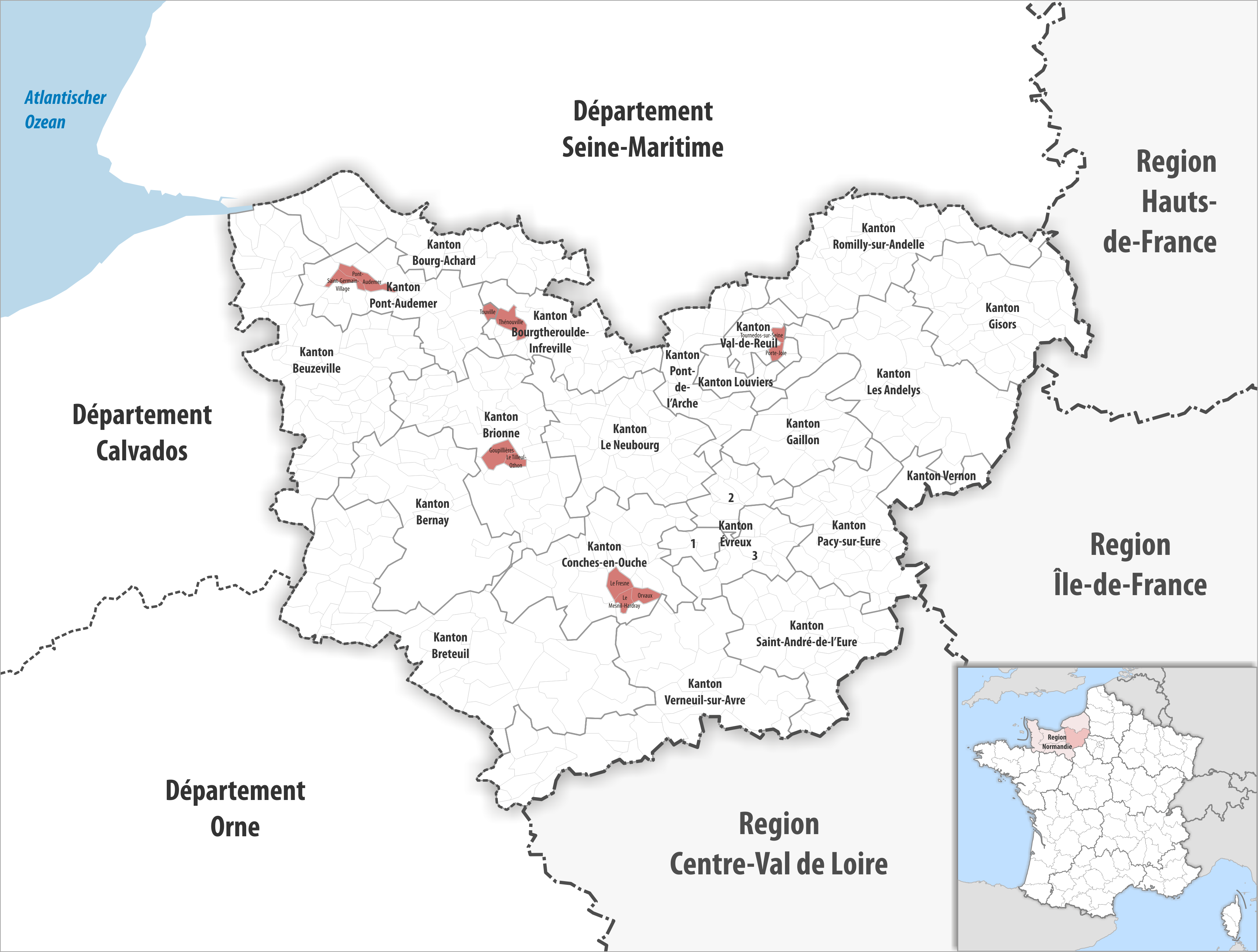
Gemeinden bis 2017
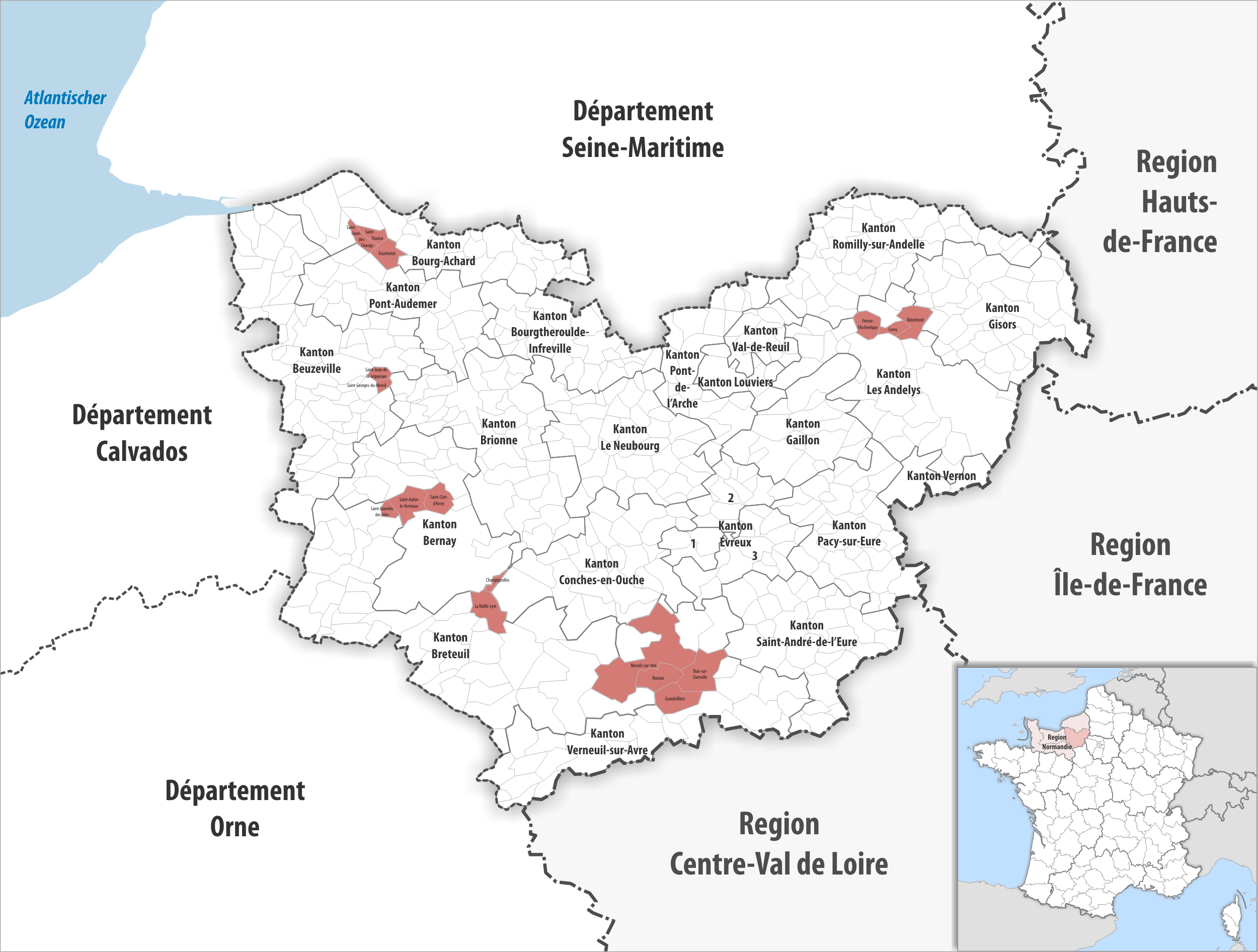
Gemeinden bis 2018

2019:
- Fusion Boisemont, Corny und Fresne-l’Archevêque → Frenelles-en-Vexin
- Fusion Saint-Georges-du-Mesnil und Saint-Jean-de-la-Léqueraye → Le Mesnil-Saint-Jean
- Fusion Mesnils-sur-Iton, Buis-sur-Damville, Grandvilliers und Roman → Mesnils-sur-Iton
- Fusion Fourmetot, Saint-Thurien und Saint-Ouen-des-Champs → Le Perrey
- Fusion Saint-Aubin-le-Vertueux, Saint-Clair-d’Arcey und Saint-Quentin-des-Isles → Treis-Sants-en-Ouche
- Fusion La Vieille-Lyre und Champignolles → La Vieille-Lyre

2018:
- Fusion Goupillières und Le Tilleul-Othon → Goupil-Othon
- Fusion Le Fresne, Le Mesnil-Hardray und Orvaux → Le Val-Doré
- Fusion Pont-Audemer und Saint-Germain-Village → Pont-Audemer
- Fusion Porte-Joie und Tournedos-sur-Seine  → Porte-de-Seine
- Fusion Thénouville und Touville → Thénouville

2017:
- Fusion Le Bosc-Roger-en-Roumois und Bosnormand → Bosroumois
- Fusion La Chapelle-Réanville, Saint-Pierre-d’Autils und Saint-Just → La Chapelle-Longueville
- Fusion Bosguérard-de-Marcouville, Berville-en-Roumois und Houlbec-près-le-Gros-Theil → Les Monts du Roumois
- Fusion Carsix, Fontaine-la-Soret, Nassandres und Perriers-la-Campagne → Nassandres sur Risle
- Fusion Saint-Aquilin-de-Pacy und Pacy-sur-Eure → Pacy-sur-Eure
- Fusion Tostes und Montaure → Terres de Bord
- Fusion Bosc-Renoult-en-Roumois und Theillement → Thénouville
- Fusion Bernières-sur-Seine, Tosny und Venables → Les Trois Lacs
- Fusion Gaillardbois-Cressenville und Grainville → Val d’Orger
- Fusion Francheville und Verneuil-sur-Avre → Verneuil d’Avre et d’Iton

2016:
- Fusion Amfreville-la-Campagne und Saint-Amand-des-Hautes-Terres → Amfreville-Saint-Amand
- Fusion Garencières und Quessigny → La Baronnie
- Fusion Le Gros-Theil und Saint-Nicolas-du-Bosc → Le Bosc du Theil
- Fusion Bourneville und Sainte-Croix-sur-Aizier → Bourneville-Sainte-Croix
- Fusion Breteuil, Cintray und La Guéroulde → Breteuil
- Fusion Avrilly, Corneuil und Thomer-la-Sôgne → Chambois
- Fusion La Croix-Saint-Leufroy, Écardenville-sur-Eure und Fontaine-Heudebourg → Clef Vallée d’Eure
- Fusion Bosc-Bénard-Crescy, Épreville-en-Roumois und Flancourt-Catelon → Flancourt-Crescy-en-Roumois
- Fusion Bosc-Bénard-Commin, Bourgtheroulde-Infreville und Thuit-Hébert → Grand Bourgtheroulde
- Fusion Guernanville und Sainte-Marguerite-de-l’Autel → Le Lesme
- Fusion Chanteloup, Le Chesne, Les Essarts und Saint-Denis-du-Béhélan → Marbois
- Fusion Condé-sur-Iton, Damville, Gouville, Manthelon, Le Roncenay-Authenay und Le Sacq → Mesnils-sur-Iton
- Fusion Ajou, La Barre-en-Ouche, Beaumesnil, Bosc-Renoult-en-Ouche, Épinay, Gisay-la-Coudre, Gouttières, Granchain, Jonquerets-de-Livet, Landepéreuse, La Roussière,Saint-Aubin-des-Hayes, Saint-Aubin-le-Guichard, Sainte-Marguerite-en-Ouche, Saint-Pierre-du-Mesnil und Thevray → Mesnil-en-Ouche
- Fusion Dame-Marie, Saint-Nicolas-d’Attez und Saint-Ouen-d’Attez → Sainte-Marie-d’Attez
- Fusion Sylvains-les-Moulins und Villalet → Sylvains-Lès-Moulins
- Fusion Le Thuit-Anger, Le Thuit-Signol und Le Thuit-Simer → Le Thuit de l’Oison
- Fusion Aubevoye, Sainte-Barbe-sur-Gaillon und Vieux-Villez → Le Val d’Hazey
- Fusion Berthenonville, Bus-Saint-Rémy, Cahaignes, Cantiers, Civières, Dampsmesnil, Écos, Fontenay-en-Vexin, Forêt-la-Folie,Fourges, Fours-en-Vexin, Guitry, Panilleuse und Tourny → Vexin-sur-Epte